# الفنون البصرية في السودان

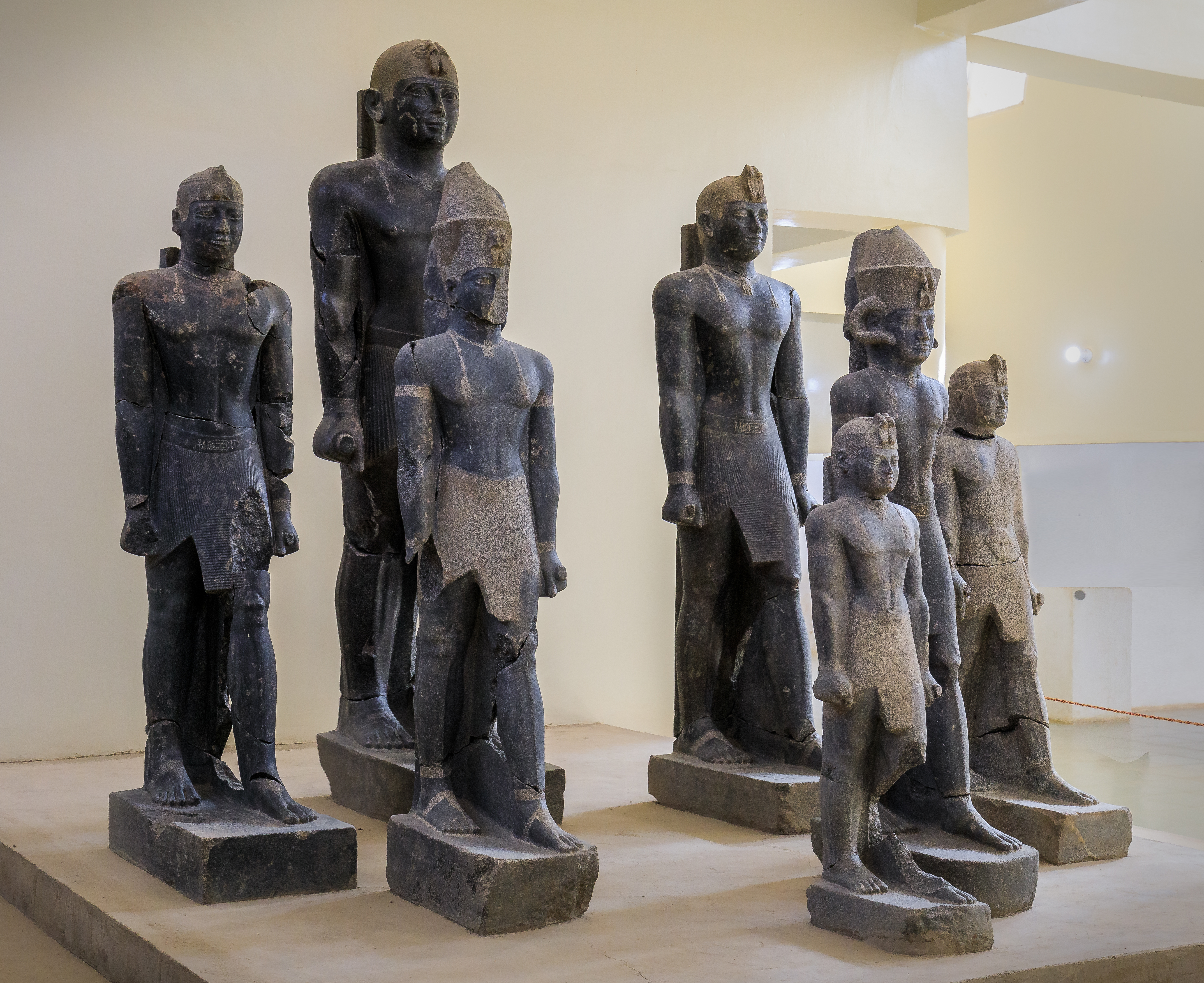
حكام كوش، القرن السابع قبل الميلاد، متحف كرمة

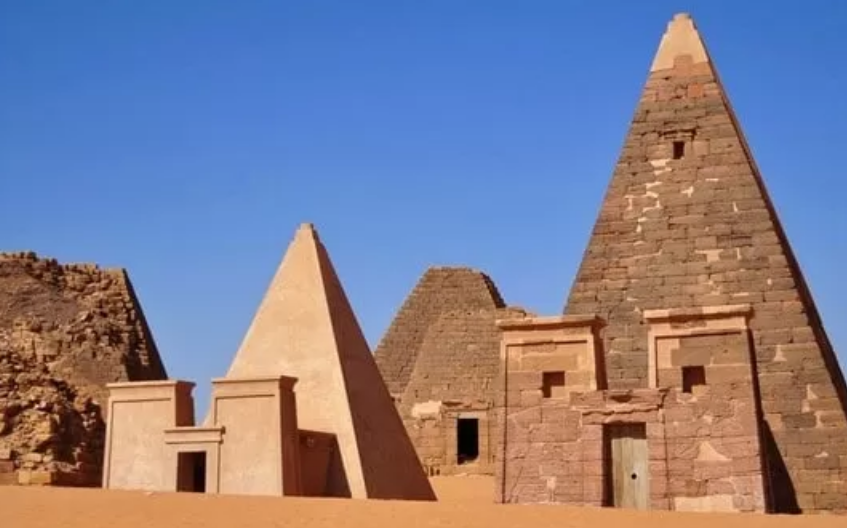
إهرامات مروي النوبية، 300 ق.م. إلى حوالي 350 م.

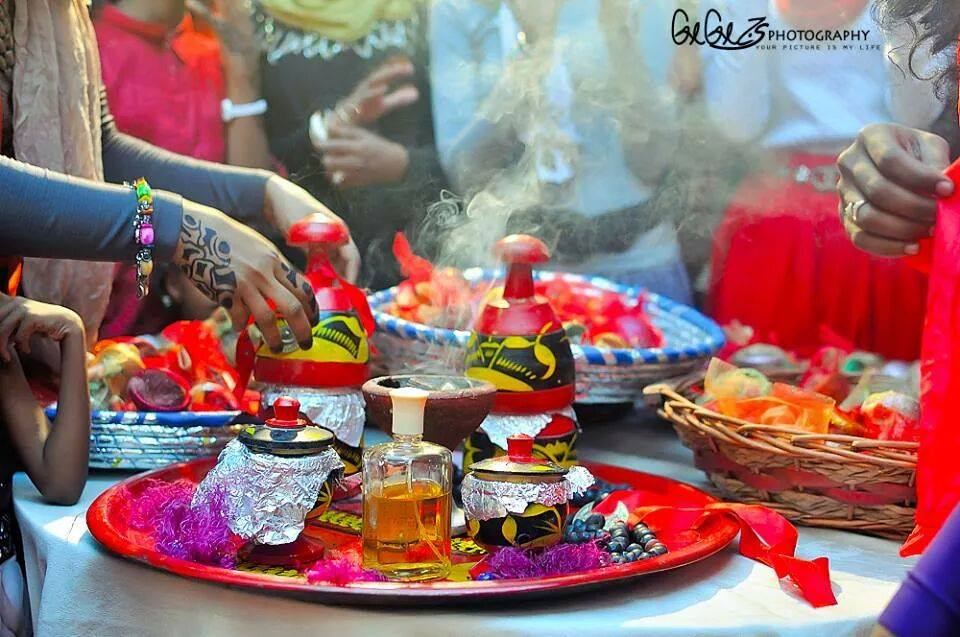
حفل الجرتق السوداني ضمن احتفالات الزفاف

تشمل الفنون البصرية في السودان الإنتاج التاريخي والمعاصر للأشياء التي صنعها سكان السودان والمخصصة لثقافاتهم الخاصة. ويشمل ذلك أشياء من التقاليد الثقافية للمنطقة في شمال شرق إفريقيا والتي يشار إليها تاريخياً باسم السودان، بما في ذلك المناطق الجنوبية التي أصبحت مستقلة باسم جنوب السودان في عام 2011.
طوال تاريخه، كان السودان ملتقى طرق بين وسط وشرق إفريقيا مصر وثقافات البحر الأبيض البحر الأبيض المتوسط وإفريقيا جنوب الصحراء الكبرى في الغرب وساحل ولاية البحر الأحمر في شرق البلاد. قبل القرن العشرين، تأثرت هذه التقاليد الثقافية بالثقافات الإفريقية والفرعونية واليونانية الرومانية والبيزنطية والعربية الأصلية التي أحدثت تنوعًا كبيرًا في أشكال التعبير الثقافي، والتي غالبًا ما تكون خاصة بالمجموعة العرقية أو الاجتماعية التي أنتجتها واستخدمتها. وكتعبير عن الثقافة المادية للمجتمع، تضمنت الفنون التطبيقية والحرف اليدوية مع الفنون الجميلة في تاريخ الفنون في السودان.
بدءاً من أوائل القرن التاسع عشر، أدى تأسيس الحكم التركي المصري أولاً ومن ثم الحكم الإنجليزي المصري، الذي اتسم بالهيمنة العسكرية والسياسية الأجنبية، إلى التطور التدريجي للدولة القومية الحديثة ذات التأثيرات الثقافية الجديدة على أنماط الحياة وثقافة السودانيين.
وبعد الاستقلال عام 1956، تولى خريجو نظام التعليم الاستعماري السودانيون مناصب قيادية في الدولة الجديدة، وبالتالي ساهموا في ظهور الثقافة الحضرية والفن الحديث. أصبحت هذه التطورات الثقافية أكثر وضوحًا في الفترة من الخمسينيات إلى الثمانينيات، وهي الفترة التي سميت فيما بعد "صناعة حركة الفن الحديث في السودان".
في القرن الحادي والعشرين، اتسمت التطورات الفنية المرئية في البلاد بأشكال الاتصال الرقمية، بما في ذلك انتشار الفن السمعي البصري واستقباله من خلال القنوات الفضائية ووسائل الإعلام عبر الإنترنت وكذلك الصور والأفلام التي تتم مشاركتها عبر وسائل التواصل الاجتماعي. خلال الثورة السودانية عامي 2018 و2019، ساهم الفنانون الشباب في الاحتجاجات ورفع معنويات الحركة الشعبية، من خلال رسم لوحات جدارية أو رسوم كاريكاتورية أو صور فوتوغرافية أو رسائل فيديو.

## الفترات التاريخية التي سبقت السودان المعاصر

### عصور ما قبل التاريخ

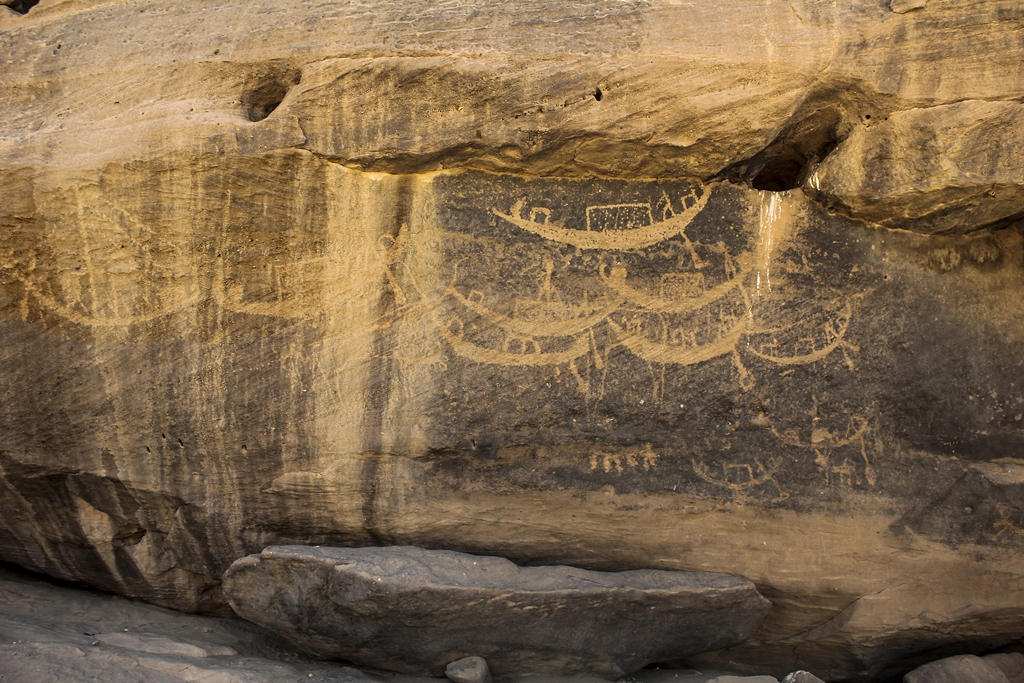
نقش صخري لمراكب النيل في سبو جدي، حوالي 1570-1100 قبل الميلاد

أقدم القطع الأثرية المادية الموجودة في النوبة، مثل الأدوات الحجرية، تعود إلى عصور ما قبل التاريخ. يعتبر موقع الفن الصخري سبو جدي عبارة عن مجموعة فريدة من نوعها تضم أكثر من 1600 رسم صخري من فترات تاريخية مختلفة تمتد لأكثر من 6000 سنة عبر عصور مختلفة من الحضارة النوبية. تمثل الرسومات المحفوظة جيدًا حيوانات برية وداجنة وبشرًا وقوارب وقد أدرجها صندوق الآثار العالمي في قائمة المعالم الأثرية التي يجب مشاهدتها. كما عثر على رسومات صخرية قديمة أخرى في الوادي القاحل المعروف بوادي أبو دوم في صحراء بيوضة. وعلى موقع مهم آخر يعود إلى عصور ما قبل التاريخ في المنطقة الحدودية بين السودان وليبيا ومصر في سلسلة جبال العوينات. في المنطقة الغربية للسودان، كانت مجموعة جبل مكرم، التي تتميز بفخارها وأشكالها الحيوانية الصغيرة، ثقافة ما قبل التاريخ والعصر الحجري الحديث التي ازدهرت في الألفية الثانية قبل الميلاد.

### كرمة ومملكة كوش
من ثقافة كرمة (2500-1500 قبل الميلاد)، مقر إحدى أقدم الحضارات في إفريقيا القديمة، تعرض الأسلحة والمواد الفخارية وغيرها من الأدوات المنزلية في متاحف مثل المتحف الوطني السوداني، متحف كرمة، المتحف البريطاني، متحف الفنون الجميلة، ومتحف المتروبوليتان للفنون.

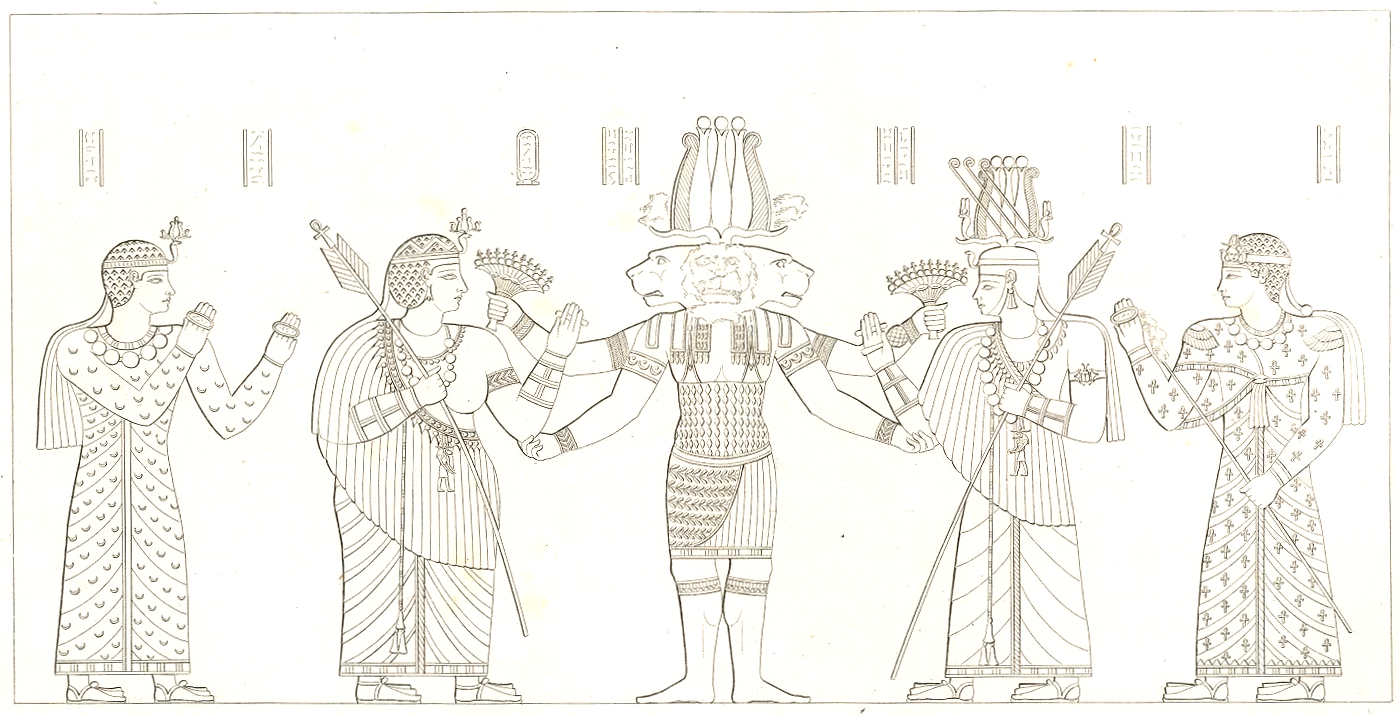
نقش بارز في معبد الأسد، يصور نتاكاماني وأماني تيري في النقعة.

خلال مملكة كوش (حوالي 950 قبل الميلاد - 350 بعد الميلاد)، عندما حكم ملوك كوش جارتهم الشمالية مصر كفراعنة لأكثر من قرن من الزمان، اكتسبت التماثيل النوبية مثل أبو الهول اليوناني وطهارقة سمات مصرية ونُصبت في المعابد أو الأهرامات النوبية، مثل مروي، أحد مواقع التراث العالمي في السودان. ومن بين الموارد الأخرى، استخدمت الثقافة المادية للنوبة القديمة الذهب والعاج والأبنوس والبخور والجلود والأحجار الكريمة، وعثر على قلائد أو أساور في مقابر العائلات المالكة. ونقشت أشكال ملوك وملكات النوبة، والذين أطلق عليهم لقب "كنداك كوش"، في نقوش حجرية على المعابد، مثل ذلك المخصص لأباداماك (معبد الأسد) في النقعة. ومن الأمثلة الأخرى على العمارة النوبية القديمة المعابد الصخرية، ومعابد الطوب اللبن التي تسمى الدفوفة، والمقابر ذات الجدران الحجرية أو المساكن المصنوعة من الطوب اللبن، والأرضيات الخشبية والحجرية، والقصور والطرق الجيدة التخطيط.

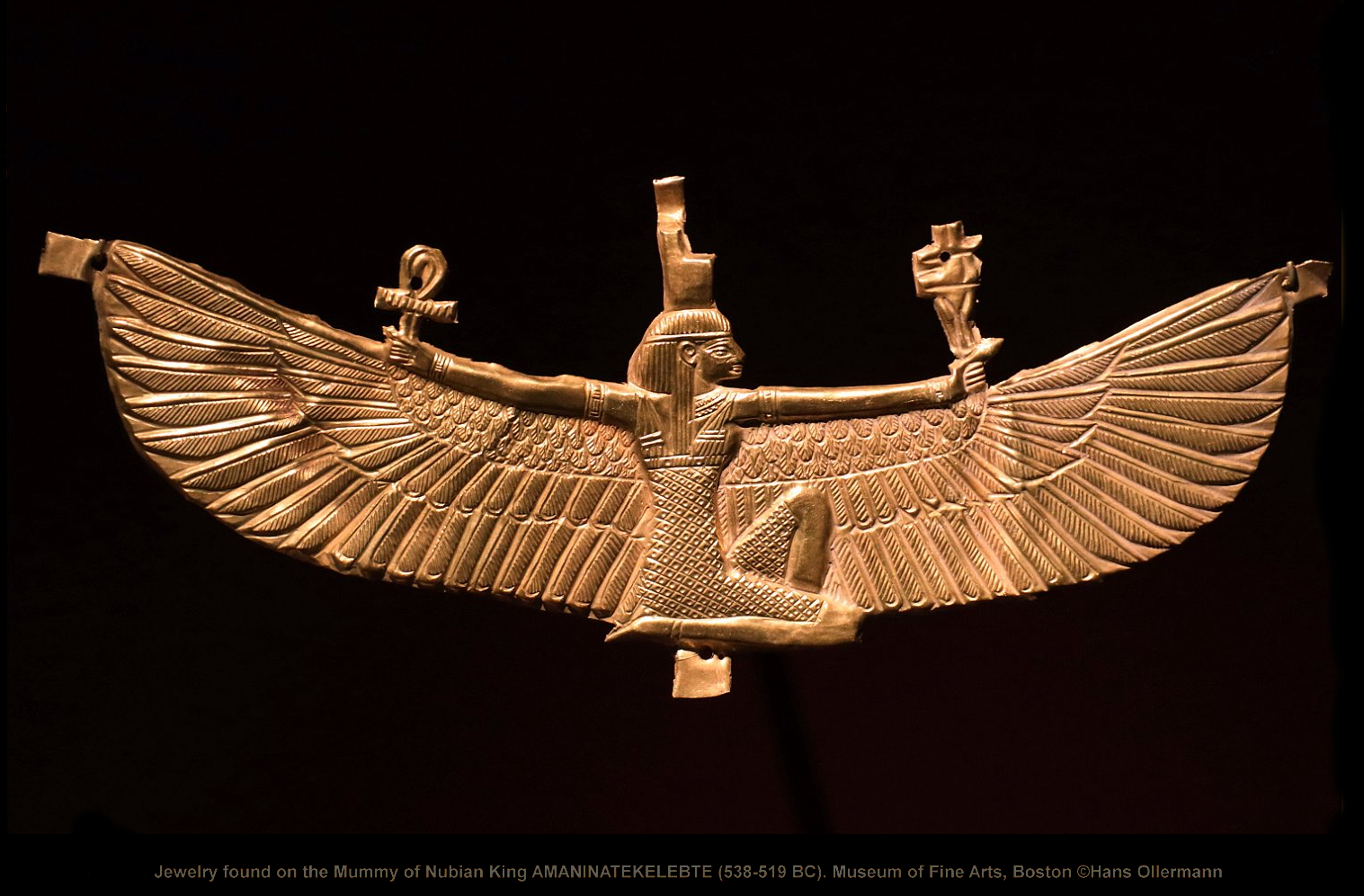
مجوهرات عثر عليها فيمومياءالملك النوبيأماناتاكيلبت(538-519 قبل الميلاد).
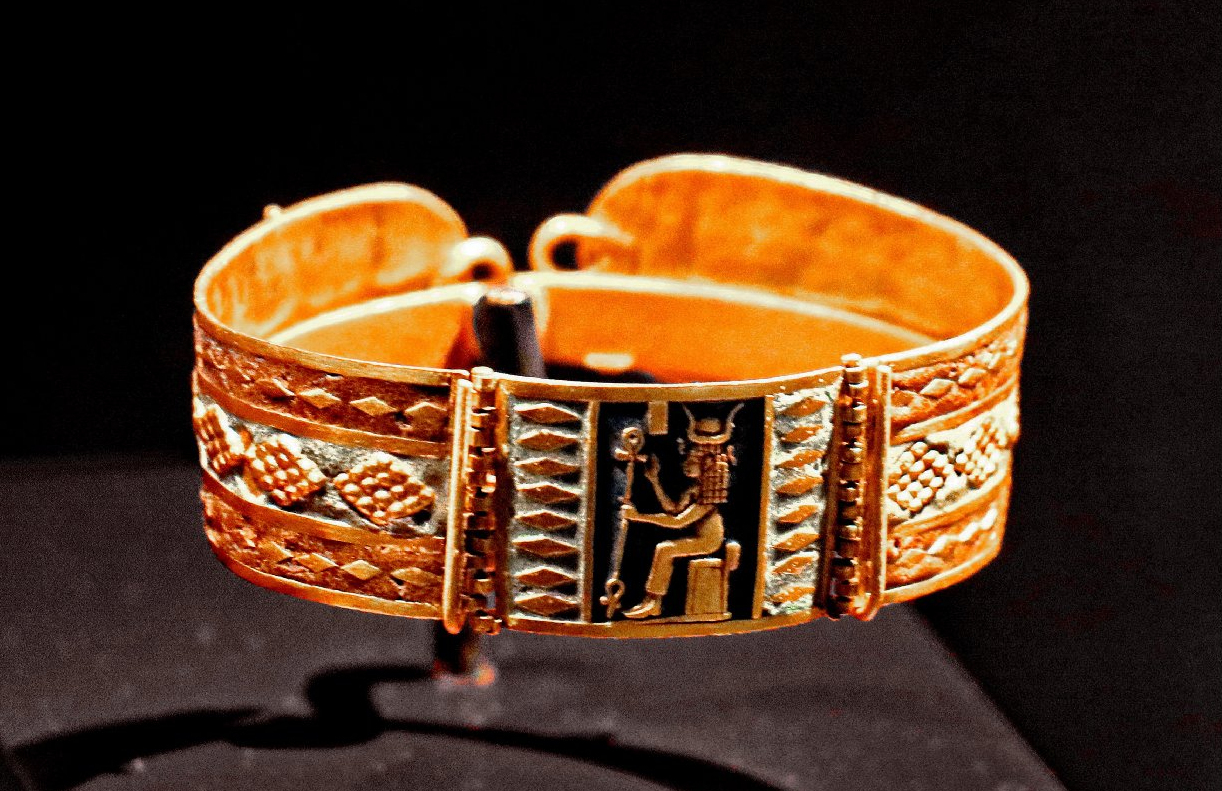
سوار ذهبي تم العثور عليه في مقبرة أحد أفراد العائلة المالكة فيجبل البركل
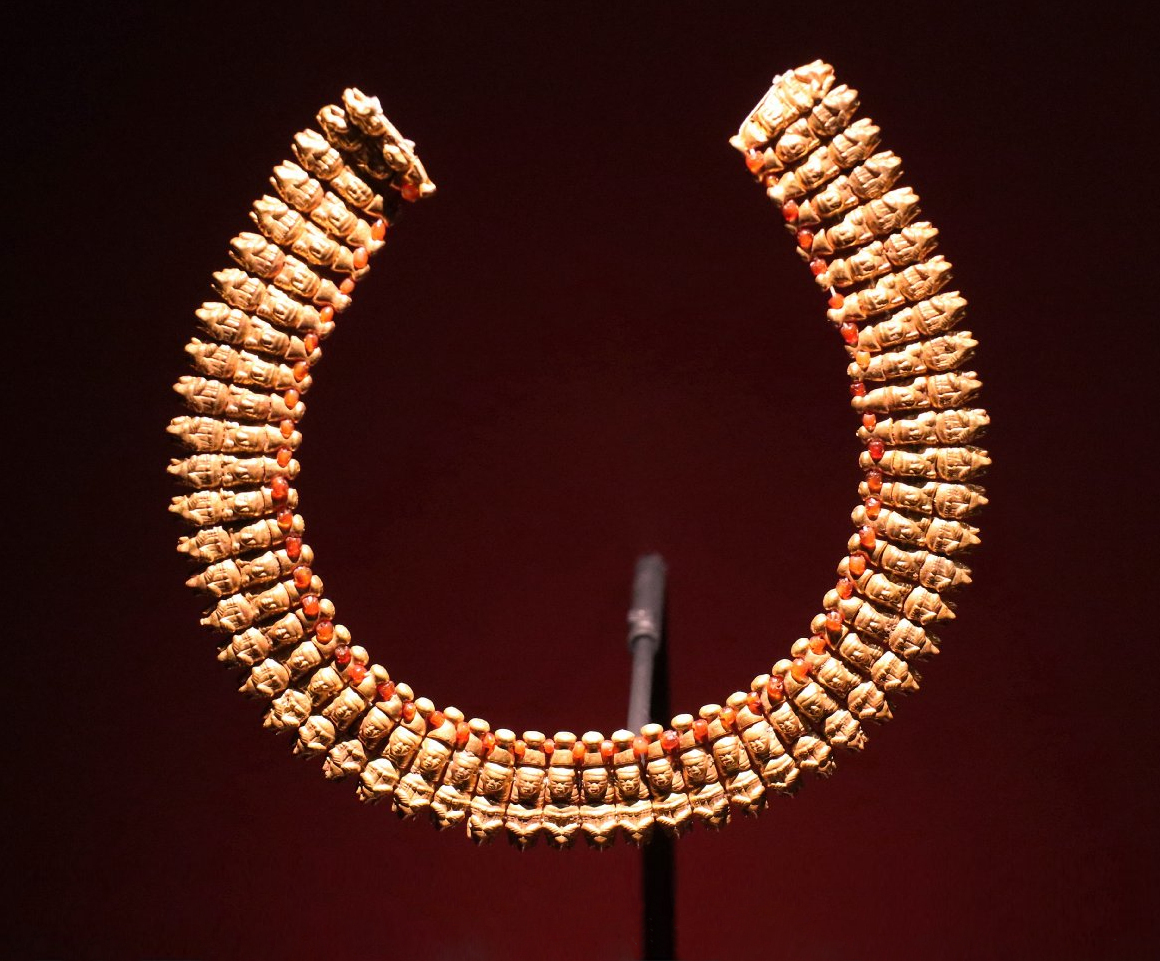
قلادة مصنوعة منقلاداتذهبية صغيرة يوسطها خرزة صغيرةمن العقيق. في حينالمروية.

### التأثيرات بالثقافة اليونانية الرومانية

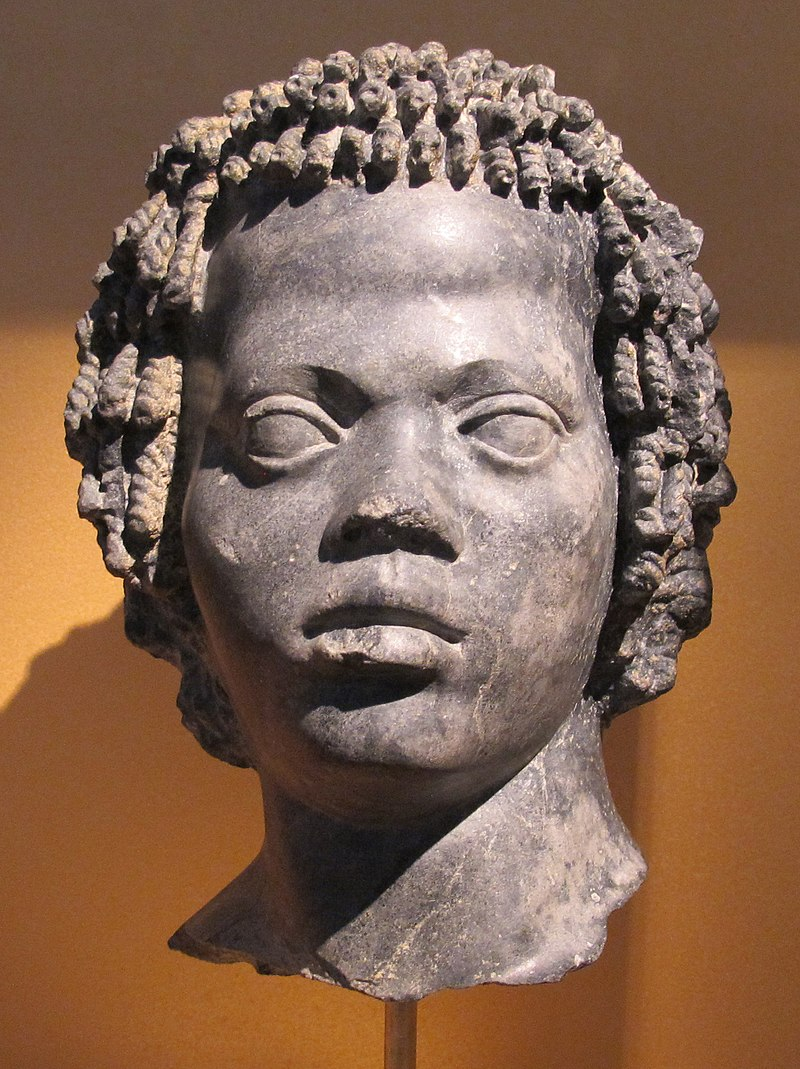
رأس رخامي لنوبي، كاليفورنيا. 120-100 قبل الميلاد، العصر البطلمي

من القرن الثالث قبل الميلاد إلى القرن الثالث الميلادي، تعرضت شمال النوبة لغزوات وضمت إلى مصر، التي كانت تحكمها المملكة البطلمية ثم الإمبراطورية الرومانية. يمكن رؤية التأثيرات الثقافية لهذه الفترة جنوبًا كما هو الحال في النوبة في ما يسمى بـ "الحمامات الرومانية" في مروي.
مثال آخر على التأثير الثقافي من النوبة خلال الحكم البطلمي في مصر هو الرأس الرخامي لشاب نوبي، ربما صنع في منطقة شرق البحر الأبيض المتوسط، وهو معروض الآن في متحف بروكلين في الولايات المتحدة.

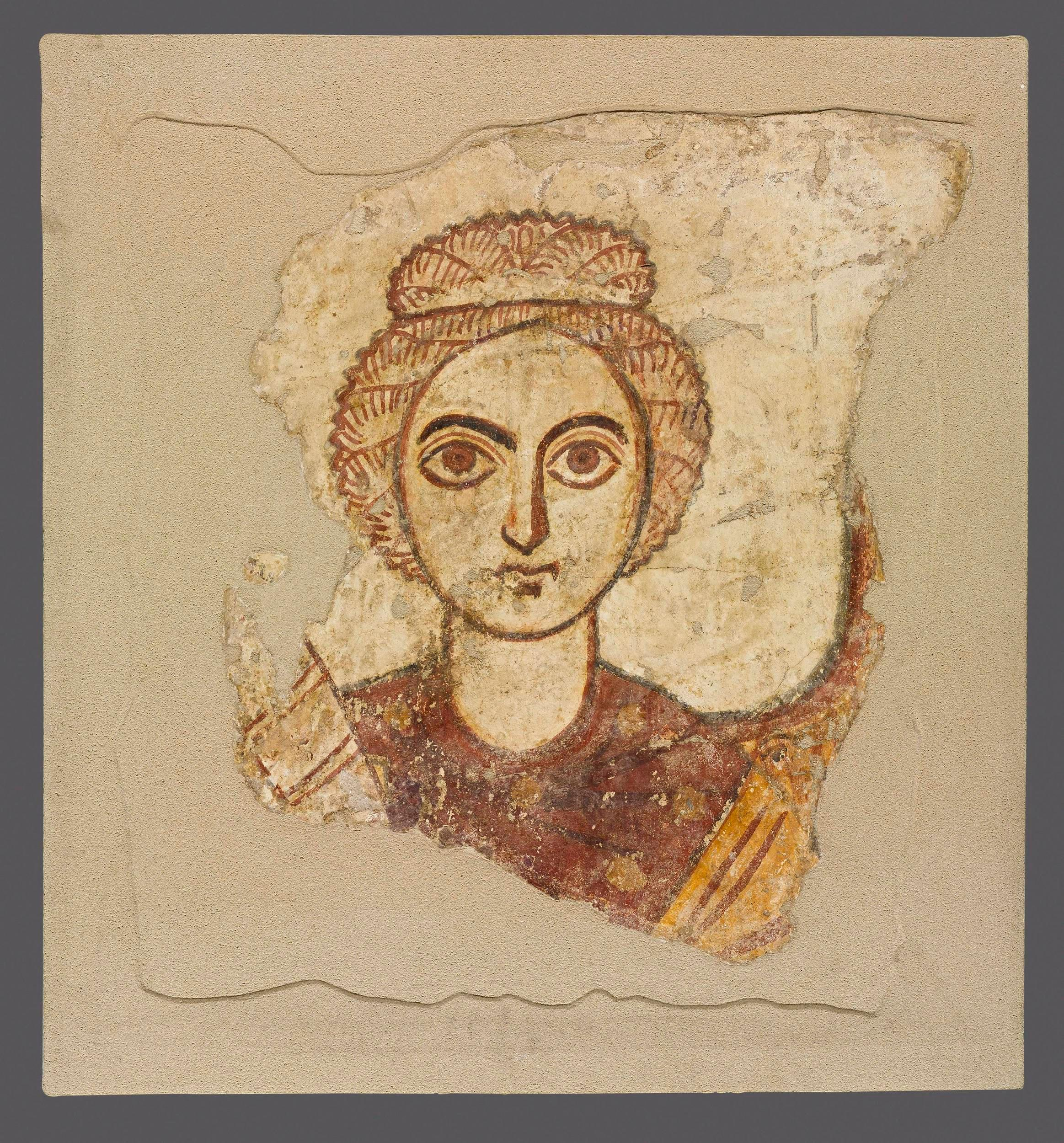
رئيس الملائكة ميخائيل، فرس، القرن التاسع. في متحف وارسو الوطني

### النوبة في العصور الوسطى
في النوبة في العصور الوسطى (حوالي 500-1500 م)، أنتج سكان الممالك المسيحية مقرة ونوباتيا وعلوة أشكالًا متميزة من الهندسة المعمارية، مثل كاتدرائية فرس والمنحوتات واللوحات الجدارية، والتي كانت أكثر من 650 منها في النوبة. وتتعلق هذه بالفن القبطي المصري، وأحيانًا بالفن الإثيوبي. استخدموا اللغة النوبية القديمة أو القبطية أو اليونانية أو العربية في نصوص دينية أو علمانية مختلفة، محفوظة في المخطوطات أو كنقوش على الحجر الرملي أو الرخام أو الطين.
على الرغم من أن المهاجرين المسلمين، ربما التجار والحرفيين، قد استقروا في النوبة السفلى منذ القرن التاسع فصاعدًا، إلا أن انتشار الإسلام الفعلي للنوبة بدأ في أواخر القرن الرابع عشر.

### وصول الإسلام والتعريب

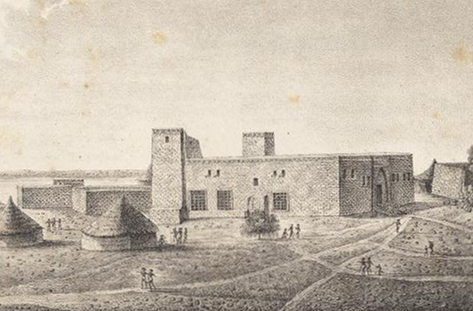
مسجد في سنار، رسم لفريديريك كايليود، أوائل القرن التاسع عشر.

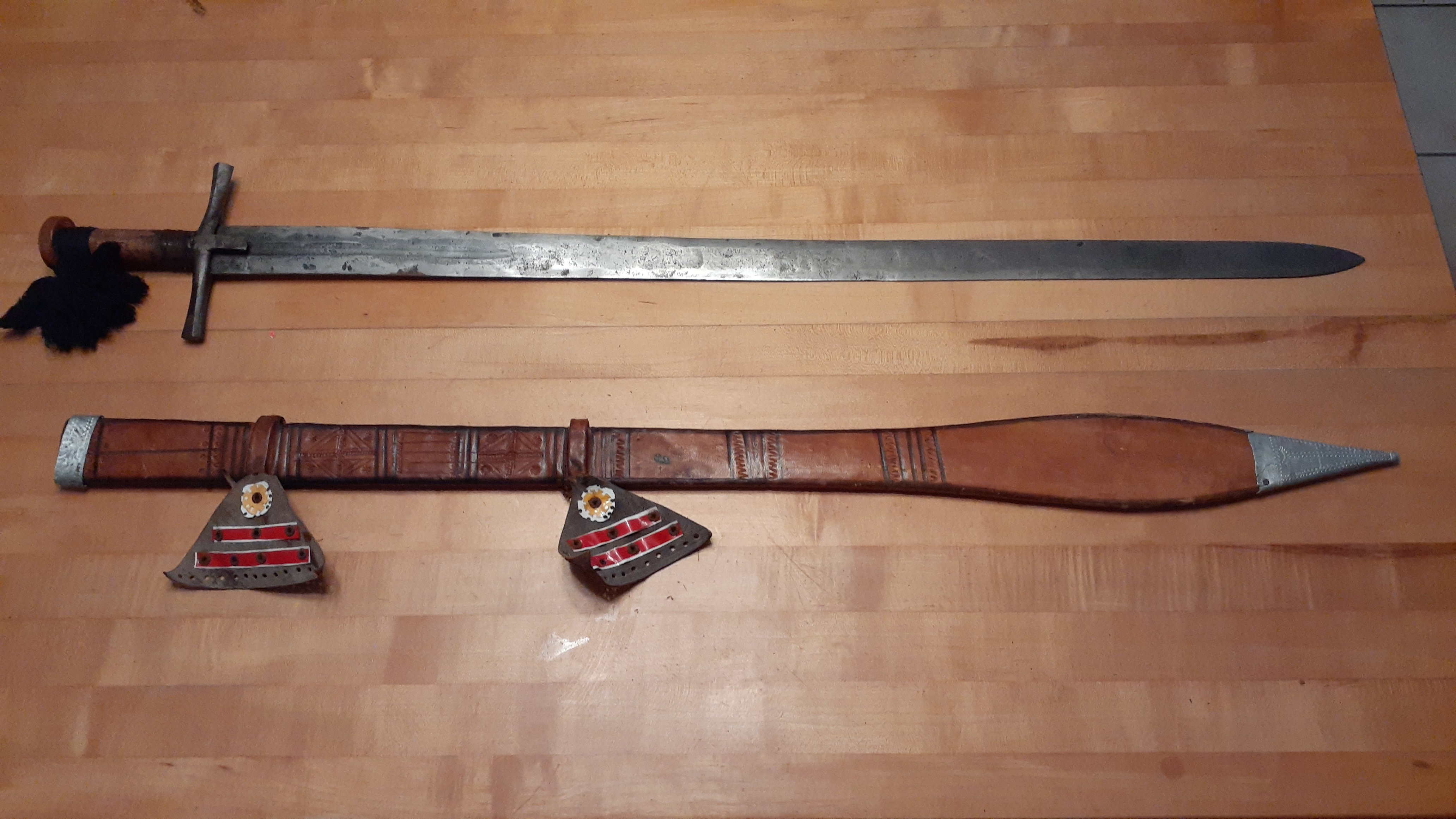
الكسكارة السودانية مع الغمد

في القرنين السادس عشر والسابع عشر، بدأت ممالك إسلامية وكان منها مملكة السنار وسلطنة دارفور، لتبدأ فترة طويلة من الدعوة والتعريب التدريجي في السودان. وظلت هذه السلطنات ومجتمعاتها قائمة حتى فتح محمد علي باشا السودان عام 1820، ودارفور عام 1916. تميزت التغيرات الثقافية الكبرى في هذه الفترة باعتماد الدين الإسلام وللغة العربية كدين ولغة رسمية في الحياة اليومية. كما تحدث زوار أجانب عن تطورات ثقافية أخرى مثل فريديريك كايليود، وتتعلق بهندسة المدن والمساجد، وصناعة الأسلحة مثل رمي السكاكين أو سيوف الكسكارة - وتجارة الرقيق. وفي هذه الفترة تأسست مدارس للغة العربية والدراسات الإسلامية تسمى الخلوة، وتجذرت الطرق الصوفية في السودان. من أمثلة ثقافتهم المادية العلم الذي يحمل بيان الإيمان الإسلامي ، الموجود الآن في المتحف البريطاني، أو اللوح الخشبي من أواخر القرن التاسع عشر، والذي يستخدم كلوحة كتابة للطلاب الذين يتعلمون القرآن، والذي قدمه متحف بروكلين.

### القرن التاسع عشر والعشرين حتى الاستقلال
منذ بداية القرن التاسع عشر فصاعدًا، تشكل الرسومات أو الصور الفوتوغرافية التي التقطها الزوار الأجانب بعضًا من أقدم السجلات للفنون التقليدية للمجموعات العرقية والاجتماعية المختلفة، مثل الهندسة المعمارية أو اللباس أو تسريحات الشعر أو المجوهرات أو الندبات.
بعد الفترة الأولى من الحكم التركي-المصري (1821-1885)، تركت الدولة المهدية (1885-1899) آثارًا مهمة في أم درمان، إحدى المناطق الرئيسية الثلاث في الخرطوم الكبرى. وهو قبر المهدي، وبيت الخليفة، والعملات المهدية وأنواع معينة من الملابس، مثل الجبة التي يرتديها أتباع المهدي، تشهد على الطابع الثقافي لهذه الفترة.
في أوائل القرن التاسع عشر، قام المصريون والبريطانيون وغيرهم من سكان الخرطوم الأجانب بتوسيع المدينة من معسكر عسكري إلى مدينة تضم مئات المنازل المبنية من الطوب. وخلال الحكم المشترك للسودان الإنجليزي-المصري (1899-1956)، شهدت المدينة تغييرات مهمة في المجتمع والاقتصاد والثقافة.
أدخلت الإدارة البريطانية أيضًا نظامًا غربيًا للتعليم، مع كلية غوردون التذكارية للتعليم العالي والتعليم الفني في المدارس، ومدرسة للتصميم افتتحت في عام 1945. ويعتبر ذلك بداية تطور الفن الحديث في السودان، وبدأ الرسم أو النحت بالمعنى الغربي في التأصل. علقت المؤرخة هيذر شاركي حول تأثير الثقافة البصرية من خلال النظام التعليمي البريطاني، وقالت: "لقد مكنت الصور الفوتوغرافية واللوحات الفنية الأولاد والفتيان في كلية غوردون من رؤية العالم [...] كانت الثقافة البصرية مهمة لتطور القومية مثل ثقافة الكلمات". في مجال الفن البصري الناشئ للأفلام الوثائقية، تدرب جاد الله جبارة، الذي يعتبر أول مصور سوداني، في وحدة الأفلام الاستعمارية.
لتدريب المعلمين، وخاصة للتدريب المهني، قُدمت دورة فنية في معهد التعليم في عام 1943 وبعد ثلاث سنوات، أُسست مدرسة للتصميم، وفي عام 1951، نقلت هذه المدرسة إلى المعهد الفني بالخرطوم، وفي عام 1971 أصبحت كلية الفنون الجميلة والتطبيقية بجامعة السودان للعلوم والتكنولوجيا.
على الرغم من الانتكاسات الكبيرة الناجمة بشكل رئيسي عن إهمال العديد من الحكومات، إلا أنها استمرت حتى أوائل عشرينيات القرن الحادي والعشرين، وهي المكان الذي بدأ فيه العديد من الفنانين التشكيليين والموسيقيين السودانيين المعاصرين تعليمهم الفني.

## الفنون والحرف التطبيقية التقليدية

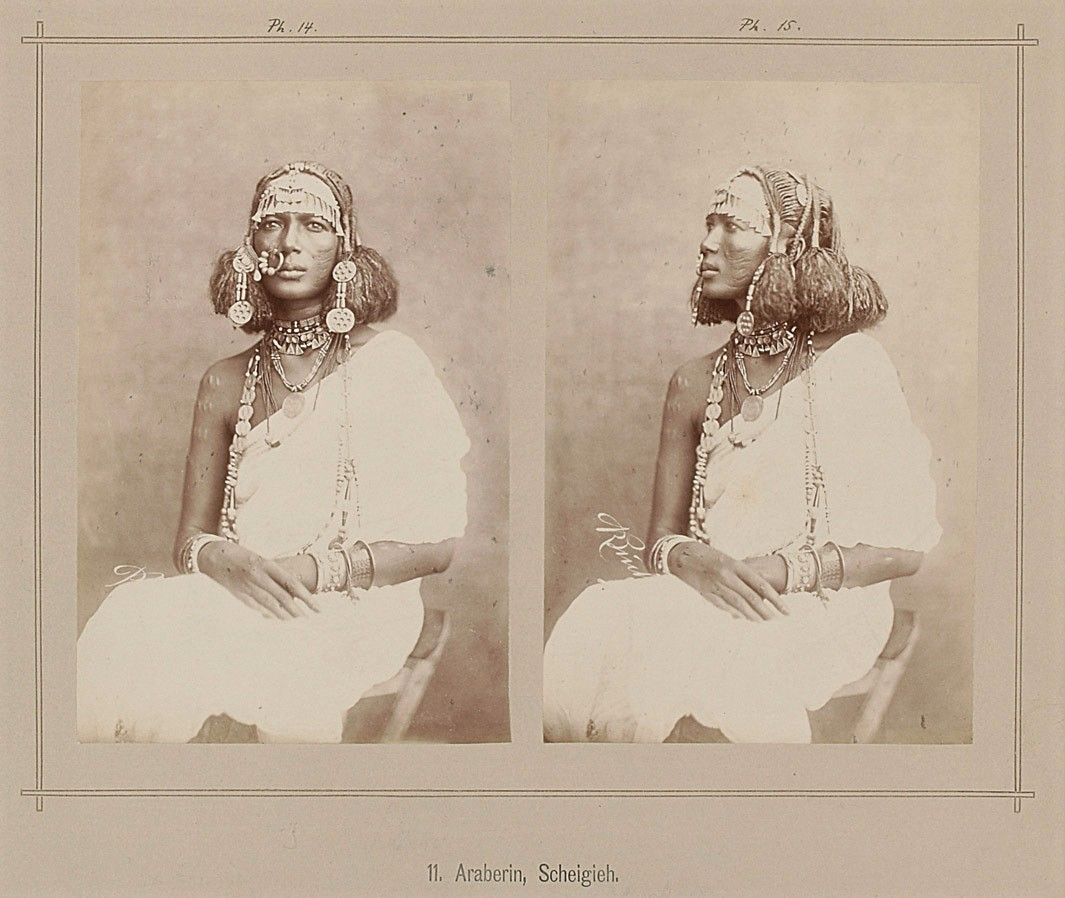
امرأة شايقية مع الحلي والزي التقليدي، ق. 1880

وفقًا للمفاهيم المعاصرة للثقافة المادية لأي مجموعة اجتماعية، تشير مصطلحات الفنون التقليدية أو الفنون الشعبية أو الفنون التطبيقية أو الحرف اليدوية إلى مجموعة واسعة من الأشياء الثقافية. وبغض النظر عن ما يسمى بالفنون الجميلة، فإن هذا ينطبق على مثل هذه الإبداعات السودانية المتنوعة من المنسوجات والملابس، بما في ذلك الجلابية التقليدية والعمائم والقلنسوات للرجال أو الحجاب للنساء، إلى الأحذية وأنواع أخرى من المصنوعات الجلدية كالصنادل والحرف الجلدية التي تحتوي على كتابات مقدسة أو الحلي وغيرها من أنواع الزينة الشخصية مثل نقش الحناء على اليدين أو الكاحلين. يمكن رؤية التقاليد السودانية في الأعمال الخشبية أو الفخارية أو المعدنية في الأثاث التقليدي مثل مفارش العنقريب، وفي أوعية خزفية لمياه الشرب توضع خارج المنازل الخاصة، كحاويات لحرق البخور أو كأواني القهوة التقليدية التي تسمى الجبنة.
في عام 2017، نشرت عالمة الأنثروبولوجيا الثقافية جريزلدا الطيب، كتابها (بالإنجليزية: Regional Folk Costumes of the Sudan) "الأزياء الشعبية الإقليمية في السودان" مع رسوم توضيحية للملابس وأنواع أخرى من الزينة الشخصية من مجموعات عرقية مختلفة في السودان. وأيضًا، التقاليد العرقية لفنون الجسد مثل الندبات، وتسريحات الشعر، مثل الضفائر أو ما يسمى بتسريحات الشعر الغامضة لرجال قبيلة الهدندوة، والضفائر الحديثة ومستحضرات التجميل.
في مقابلة أجريت عام 2013 في الفاشر، دارفور، تحدث مؤرخ الفن جبريل عبد العزيز عن التاريخ الطويل وتطور الحرف اليدوية المحلية والأشكال الفنية مثل الرسم على الصخور، والنقش على الحجر والجلود أو الخط. واستشهد بأمثلة من كتابه المؤلف من 700 صفحة عن تاريخ الفاشر وتطورها التاريخي، ووصف تطور هذه الممارسات الفنية التقليدية مع مرور الوقت، فضلاً عن التطورات الحديثة للفنون في دارفور حتى القرن الحادي والعشرين.

## الفن الحديث في القرن العشرين

### البدايات في الأربعينيات وحتى الستينيات
بالإشارة إلى مجموعة مبكرة من فناني الجرافيك والرسامين في أواخر الأربعينيات في الخرطوم، فإن النظرة العامة على "الفن الحديث في السودان"، التي نشرها الباحثان فيرنر داوم وراشد دياب في عام 2009، تذكر 'فن المقاهي'. أنتج الفنانون زخارف سودانية لتغليف المنتجات وأولى اللوحات كانت على الحامل، ويوصف إن إنتاجهم الفني يعكس المجتمع الحضري الناشئ في العاصمة السودانية، حيث حل الفن الحديث محل التقاليد العرقية التي تقتصر على ثقافة قبلية محددة.
ومع ذلك، بدأت الفترة مهمة لظهور 'مدرسة الخرطوم للفن الحديث' في منتصف الخمسينيات، عندما عاد الفنانون التشكيليون السودانيون الأوائل إلى وطنهم بعد إكمال دراساتهم العليا في إنجلترا. بدأ الاعتراف بعملهم في الداخل والخارج، وأصبح معروفًا كمساهمة مهمة في تطوير الفن الأفريقي المعاصر.
في نظرة عامة، وصف داوم ودياب الفن السوداني الحديث بأنه "متأرجح بين تأكيد جذوره والتأثير الغربي. [...] حاولت الحركة الأولى قراءة التراث والثقافة السودانية كعامل أساسي للإبداع الفني، [. ..] متأثرًا بالحالة الاجتماعية لهذه الثقافة العربية الإسلامية الإفريقية، وسيتبنى الجيل القادم المدارس والأساليب الغربية بالكامل، مثل الفن التجريدي أو التكعيبية أو السريالية في خطوة لتأكيد عالمية الفن الثالث ويمكن اعتبار الاتجاه طريقاً وسطاً بين الاثنين: استخدام العناصر السودانية والعربية والإفريقية في البحث عن الهوية دون الإشارة إليها مباشرة، بل تحويلها وتطويرها بطريقة مبتكرة".

### المعارض والمجموعات الكبرى
في عام 1995، قدم معرض وايت تشابل في لندن معرض سبع قصص عن الفن الحديث في أفريقيا كجزء من مهرجان إفريقيا 95 . وقالت كليمنتين ديليس، المنسقة الرئيسية، إن المعرض يدعو "الجمهور لتجربة جزء صغير من المظاهر المفاهيمية والجمالية للفنون البصرية في إفريقيا خلال النصف الثاني من القرن العشرين". وأعتبر هذا المعرض كأحد أهم أحداث المهرجان، وكان الفنانون المشاركون من السودان هم مو أبارو، رشيد دياب، كمالا إبراهيم إسحاق، عبد الباسط الختم، سيفيرينو ماتي، حسن موسى، أمير نور، إبراهيم الصلحي، وعثمان وكيلة.
وفي عام 2016، قدمت مؤسسة الشارقة للفنون الإمارات العربية المتحدة معرضًا تذكاريًا بعنوان 'مدرسة الخرطوم: صناعة حركة الفن الحديث في السودان (1945 - الحاضر)' تضمن لوحات وصور فوتوغرافية ومنحوتات لفنانين تشكيليين سودانيين، كلوحات حسين شريف وإبراهيم الصلحي أو صور فوتوغرافية لرشيد مهدي وجاد الله جبارة. ومن الفنانين الآخرين الذين يمثلون الحركة الحداثية في السودان عثمان وكيلة، بسطاوي بغدادي، أحمد شبرين، عبد الرازق عبد الغفار، محمد عمر خليل، تاج السر أحمد، محمد الحسن عبد الرحيم المدعو الشايجي، صديق النجومي، مجدوب رباح، أحمد حامد الرحيم، وغيرهم. واستكمل هذا العرض الاستعادي بمعرضين فرديين منفصلين، مع التركيز على لوحات كمالا إبراهيم إسحاق ومنحوتات أمير نور.
بمناسبة معرضهم الاستعادي لأعمال إبراهيم الصلحي في عام 2016، أطلق معرض تيت للفن الحديث في لندن على مدرسة الخرطوم اسم "حركة فنية حداثية تشكلت في السودان عام 1960 سعت إلى تطوير مفردات بصرية جديدة لـ تعكس الهوية المميزة للأمة المستقلة حديثًا."
عرضت مؤسسة بارجيل للفنون في الإمارات العربية المتحدة لوحات سودانية للفنانين عبد القادر حسن، وكمالا إبراهيم إسحاق، ومحمد عمر خليل، وعمر خيري، وإبراهيم الصلحي، وحسين شريف، وأحمد شبرين، والفن الجرافيكي لخالد البيه على صفحتهم الإلكترونية.

### القرن الحادي والعشرين وفن الثورة

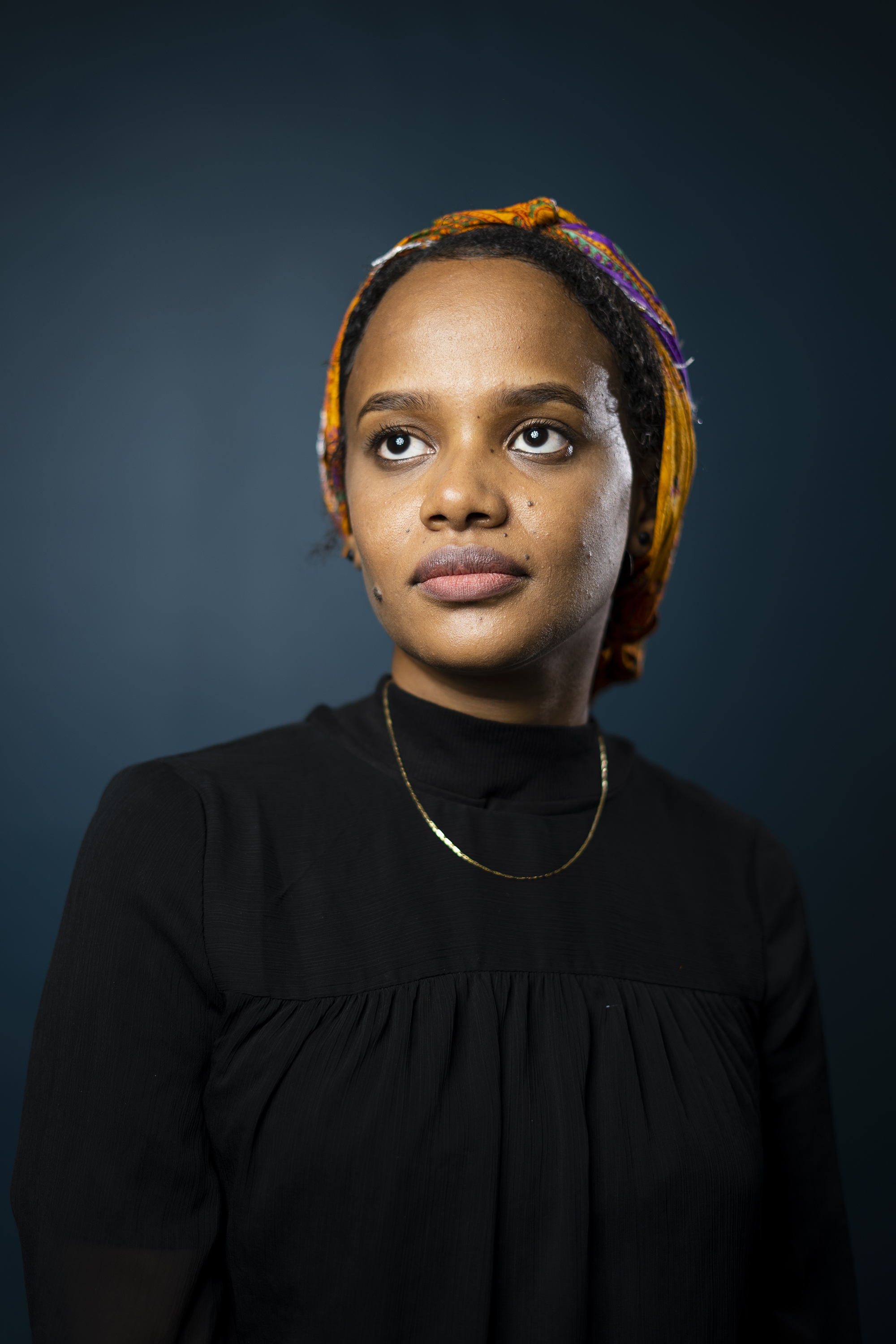
الرسامة السودانية آمنة الحسن تصوير علاء خير 2020

وكما كتب الأكاديمي السوداني أحمد سيكاينغا في عام 2012، فإن الحركات الفنية الحديثة في السودان وخلفيتها الاجتماعية لم تجتذب الكثير من التحليل من قبل مؤرخي الفن. ومع ذلك، خلال الثورة السودانية 2018/2019، تناول دور الفنانين في وسائل الإعلام الدولية، مما يعكس اهتمامهم بالأحداث الجارية. قبل الثورة وأثناءها، عبر الفنانون عن آرائهم حول المجتمع والسياسة، على الرغم من أن هذا التعبير كان مقيدًا بشدة من قبل حكومة عمر البشير. في نوفمبر 2020، عرض طلاب كلية الفنون الجميلة بجامعة السودان للعلوم والتكنولوجيا منحوتة تذكارية تمثل شعارات الثورة: حرية، سلام، عدالة. وفي أبريل 2021، أقيمت معارض فنية أخرى في الخرطوم لإحياء ذكرى الثورة والمتظاهرين الذين قتلوا خلالها.
خالد البيه، رسام كاريكاتير سياسي وناشط في مجال حقوق الإنسان، اكتسب شهرة عبر صفحته على فيسبوك "خرطون"! وكذلك مقابلاته في وسائل الإعلام الشرق أوسطية والغربية. وفي عام 2019، شارك في تحرير الكتاب المصور "إعادة رواية السودان". باستخدام أنواع فنية مختلفة، مثل رواية القصص المصورة أو الرسم بالألوان المائية أو التصوير الفوتوغرافي، روت مجموعة من الفنانين الشباب نسختهم من تاريخ السودان وحاضره ومستقبله. آمنة الحسن، إحدى هؤلاء الفنانين الشباب، بدأت منذ ذلك الحين مسيرتها المهنية الدولية، من خلال معرض فردي في عام 2022 في متحف شيرن للفنون الشهير في فرانكفورت، ألمانيا. وبالإشارة إلى الدور الهام للمرأة في الثورة السودانية وكذلك إلى الأعمال الفنية للفنانات، فقد سلط الضوء على مساهماتهن في المقالات والمعارض والعروض الفنية العامة.

### القصص المصورة والرسوم المتحركة كأشكال فنية شعبية
حظيت الأشكال الفنية الشعبية، مثل الرسوم الكاريكاتورية والقصص المصورة، المنشورة مطبوعة أو عبر الإنترنت، باهتمام متزايد واستجابة للأحداث التي جرت، مثل وباء كوفيد-19. منذ عام 2018، نُظم مهرجان للقصص المصورة يسمى الخرطوم كوميك كون، كعرض للفنانين الكوميديين السودانيين وجمهورهم.

## السينما والتصوير الفوتوغرافي في السودان

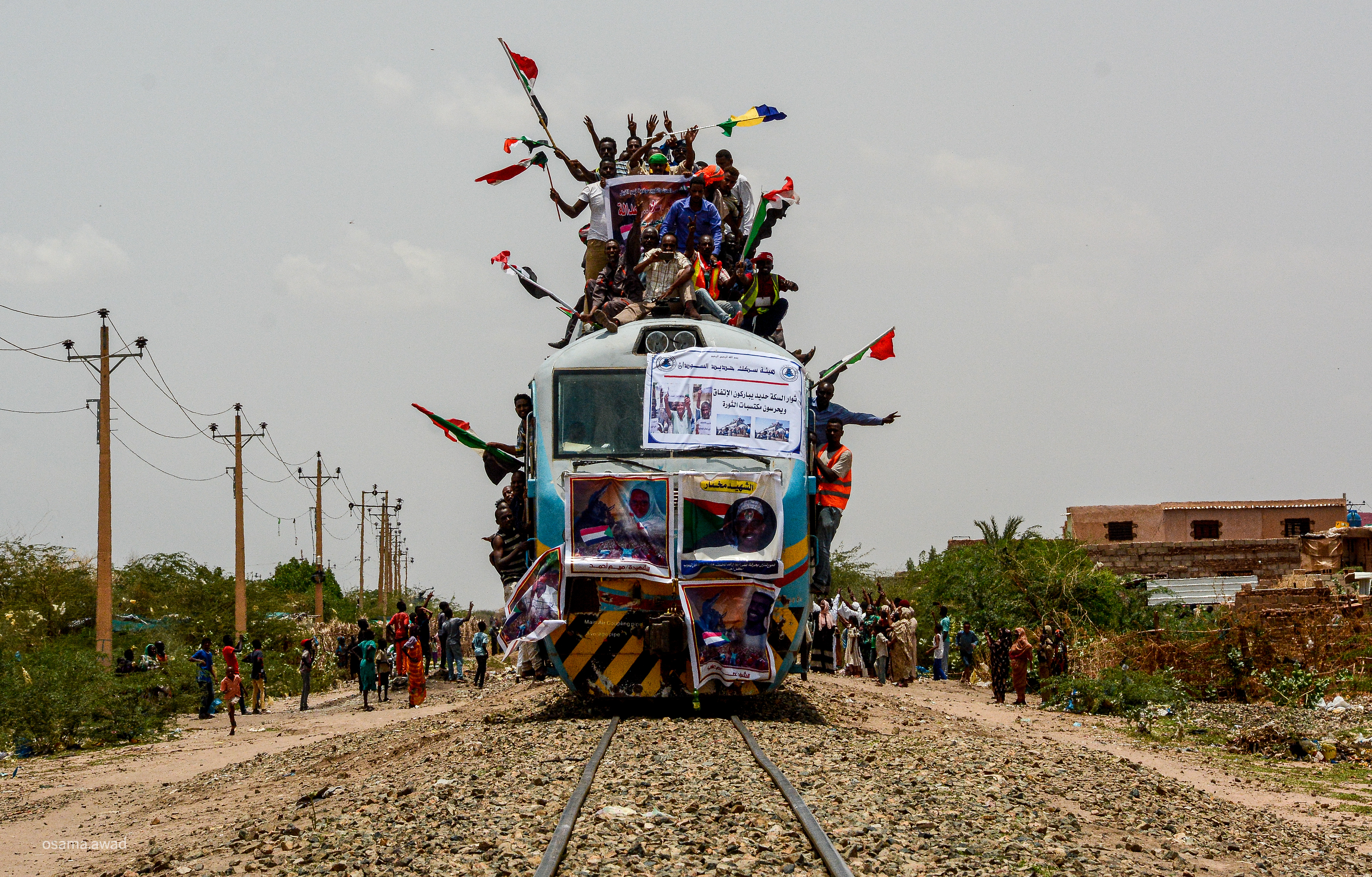
صورة توثيقية تظهر مناصري الثورة السودانية ، تصوير أسامة الفكي، 2019

قام المستكشفون والمصورون الأجانب بإنشاء رسومات وصور فوتوغرافية من منتصف القرن التاسع عشر فصاعدًا. في القرن العشرين، ساهمت القصص المصورة عن شعب النوبة في الجزء الجنوبي من السودان والتي التقطها المصوران جورج رودجر وليني ريفنستال، وكذلك المصورون الصحفيون الذين يغطون الأزمات الإنسانية، في تشكيل الصورة الدولية للبلاد. في بداية القرن الحادي والعشرين، أدى إدخال التصوير الرقمي إلى تغطية فوتوغرافية وفنية أوسع للمصورين السودانيين.
بعد أن بدأ إنتاج الأفلام ودور السينما في السودان في عهد الاستعمار البريطاني خلال النصف الأول من القرن العشرين، تعرض الجمهور السوداني في الخرطوم والمدن الأخرى لأفلام وثائقية وروائية من الخارج، ومنذ ثلاثينيات القرن العشرين، كان هناك عدد من دور السينما في الهواء الطلق. بعد الاستقلال، أنتج عدد قليل من الأفلام من الجيل الأول من المخرجين السودانيين مثل جاد الله جبارة أو حسين شريف. وفي عام 2019، عرضت السير الذاتية لثلاثة مخرجين سودانيين في الستينيات في الفيلم الوثائقي الحديث عن الأشجار، والذي يعرض رؤى شخصية حول أسباب تراجع دور السينما وصناعة الأفلام في السودان.

## تأثير حرب 2023 على الفنانين
بعد اندلاع حرب 2023 في السودان، عانى العديد من الفنانين مثل غيرهم من السودانيين في المناطق الأكثر تضرراً من تدمير منازلهم واستوديوهاتهم، ونقص المرافق الأساسية، وتعطل وسائل النقل والخدمات المالية. خلال الأشهر التالية، أصبح العديد من السودانيين بلا مأوى واضطروا إلى مغادرة الخرطوم وكذلك المدن الكبرى في دارفور، ود مدني وغيرها. ذكرت بي بي سي نيوز في 27 ديسمبر 2023 أن الفنانين ومروجي الفن فروا إلى العواصم المجاورة مثل القاهرة أو أديس أبابا أو نيروبي.
في يوليو 2023، أجرت المنظمة الثقافية الإقليمية السودانية "The Muse multi Studios" تحقيقًا "لفهم وضع الفنانين في هذه الظروف من أجل تسليط الضوء على أوضاعهم الاجتماعية والعائلية والمالية". وركز التقرير الناتج على 45 فنانًا وممارسًا فنيًا في المناطق المتضررة من النزاع، خاصة في الخرطوم والدول المجاورة. ما يقرب من 60% من الفنانين الذين ما زالوا يعيشون في السودان والذين أجابوا لم يتمكنوا من مواصلة أنشطتهم في مكان إقامتهم الحالي، في حين أن حوالي 40% من الفنانين خارج السودان يعتبرون العمل في مجالهم الفني مصدر دخلهم الأساسي. وكان حوالي 86% من الفنانين في الخرطوم يخططون للانتقال إلى بلدان أخرى، بشرط حصولهم على تأشيرة دخول وإمكانيات مالية كافية. وتخلص الدراسة إلى أنه في ظل هذه الظروف، يحتاج الفنانون السودانيون إلى دعم فعال من المؤسسات الثقافية وشبكات التواصل. ولهذا الغرض، بدأت The Muse في نشر مجلتها الفنية ثنائية اللغة The Muse في سبتمبر 2023. ومن الفنانين الذين شاركوا في العدد الأول الرسامون صلاح المر والحسن المنتصر وآمنة الحسن والمصوران علاء خير وميتشي جعفر.
لدعم الفنانين السودانيين في المنفى، أنشأ المنسق الفني رحيم شداد من معرض داون تاون، الذي نشط في الترويج للفن البصري المعاصر منذ عام 2019، صندوقًا لدعم الفنانين السودانيين. وفي عام 2024، شارك في تنسيق معرض جماعي بعنوان "اضطراب في النيل"، بما في ذلك أعمال رشيد دياب، ومحمد العتيبي، وريم الجيلي وآخرين للمعارض في لشبونة، البرتغال، ومدريد، إسبانيا.

## معرض الصور

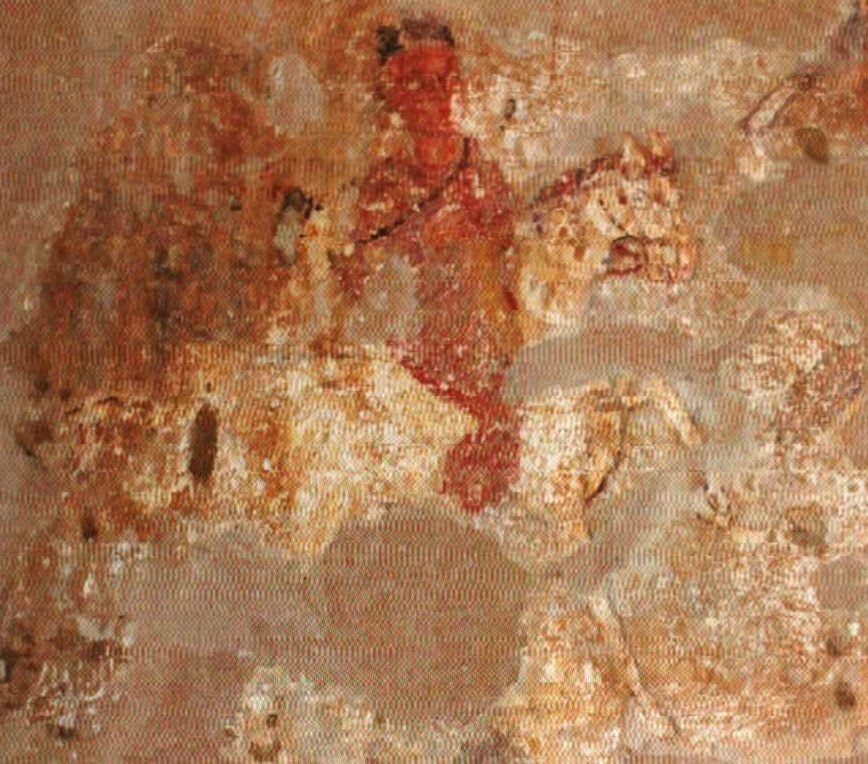
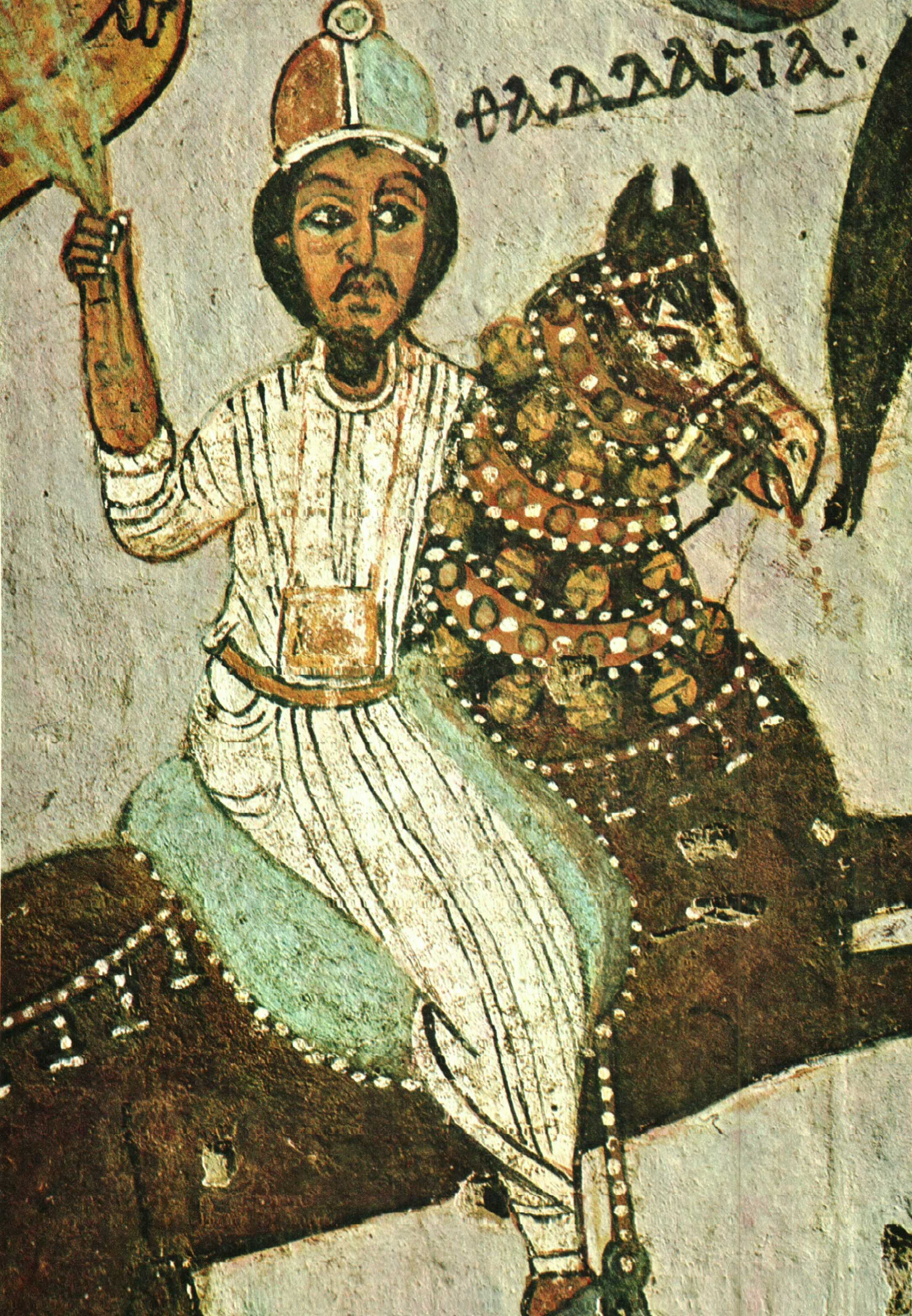
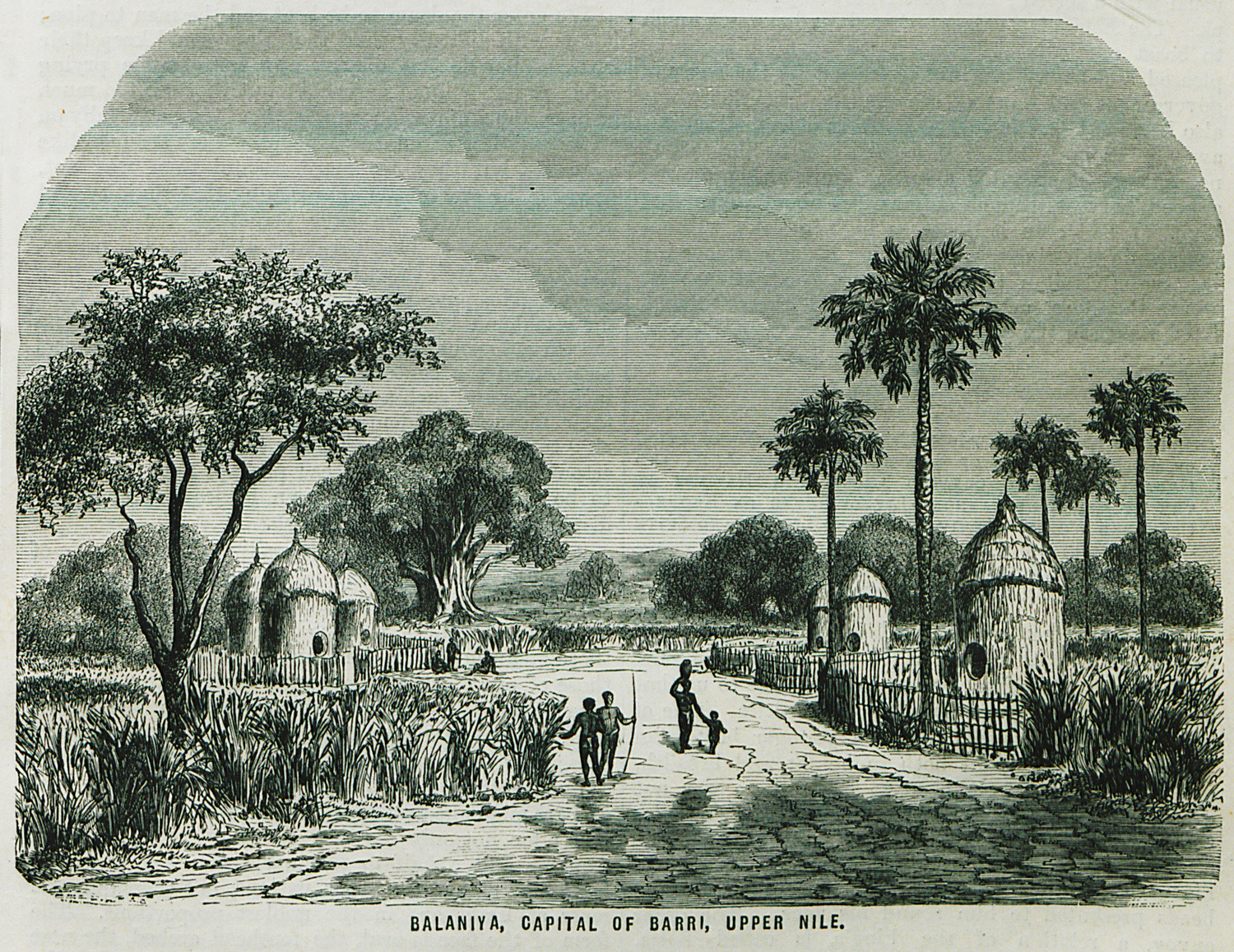
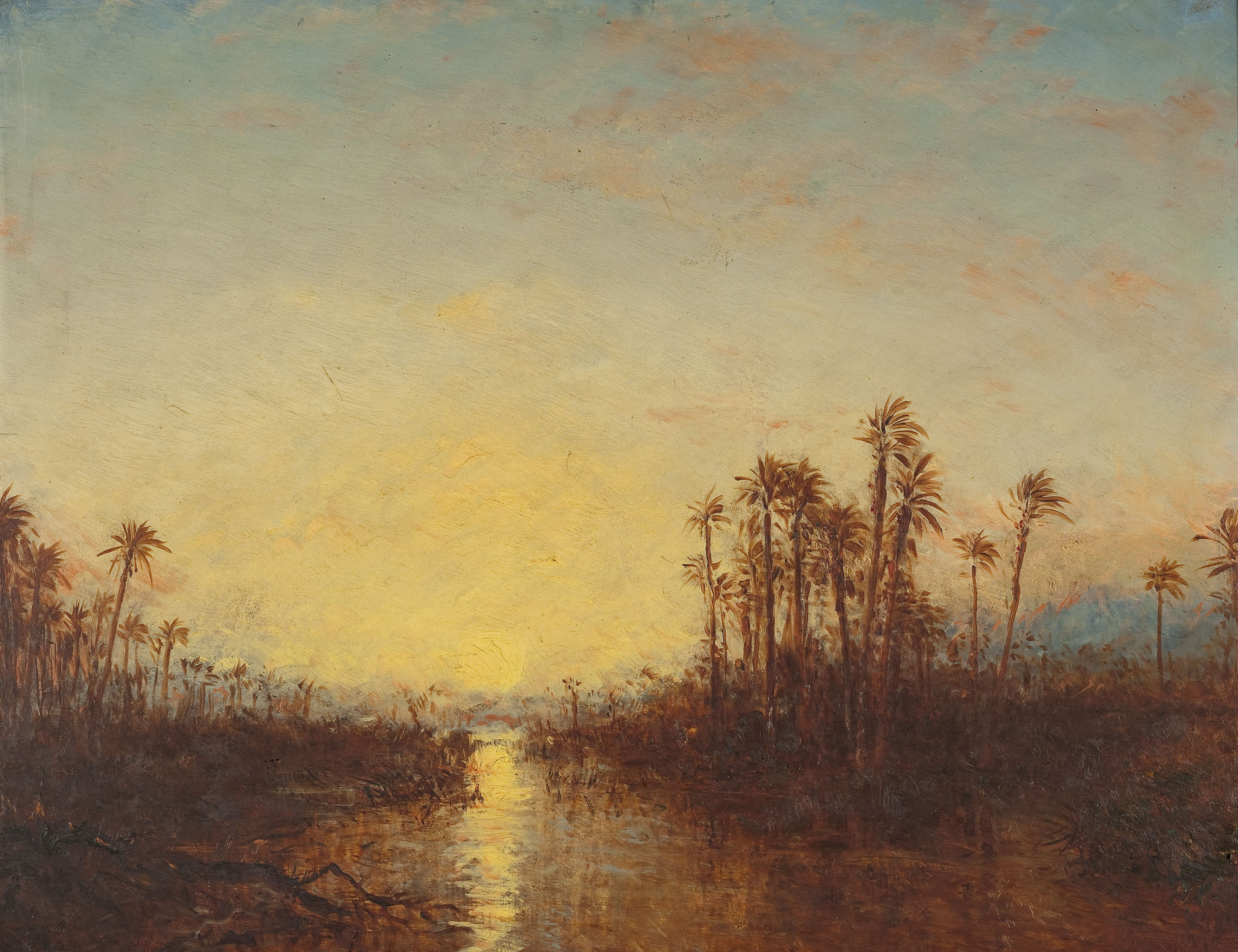
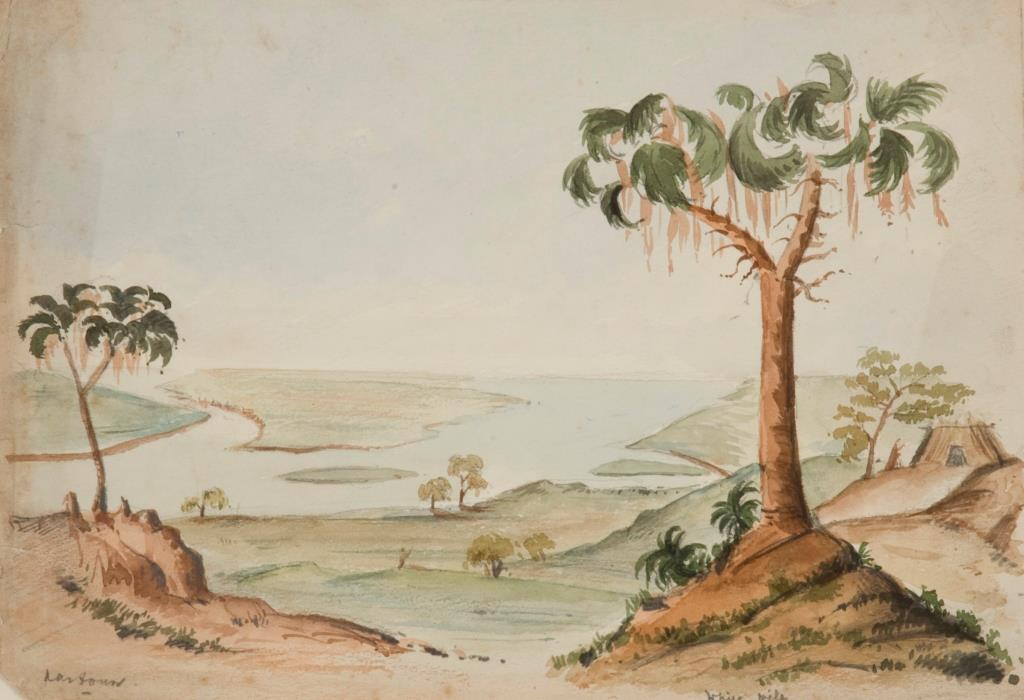
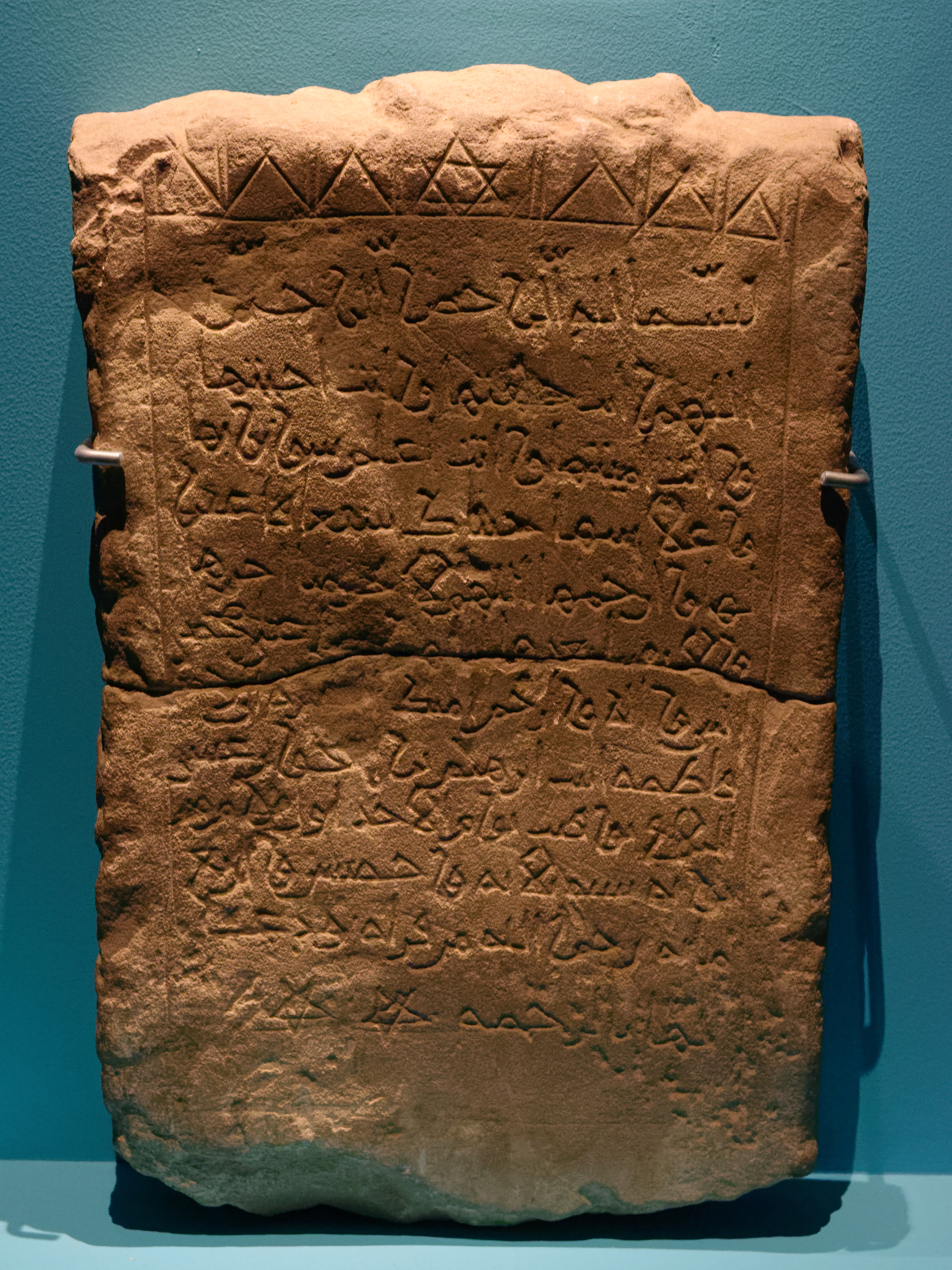
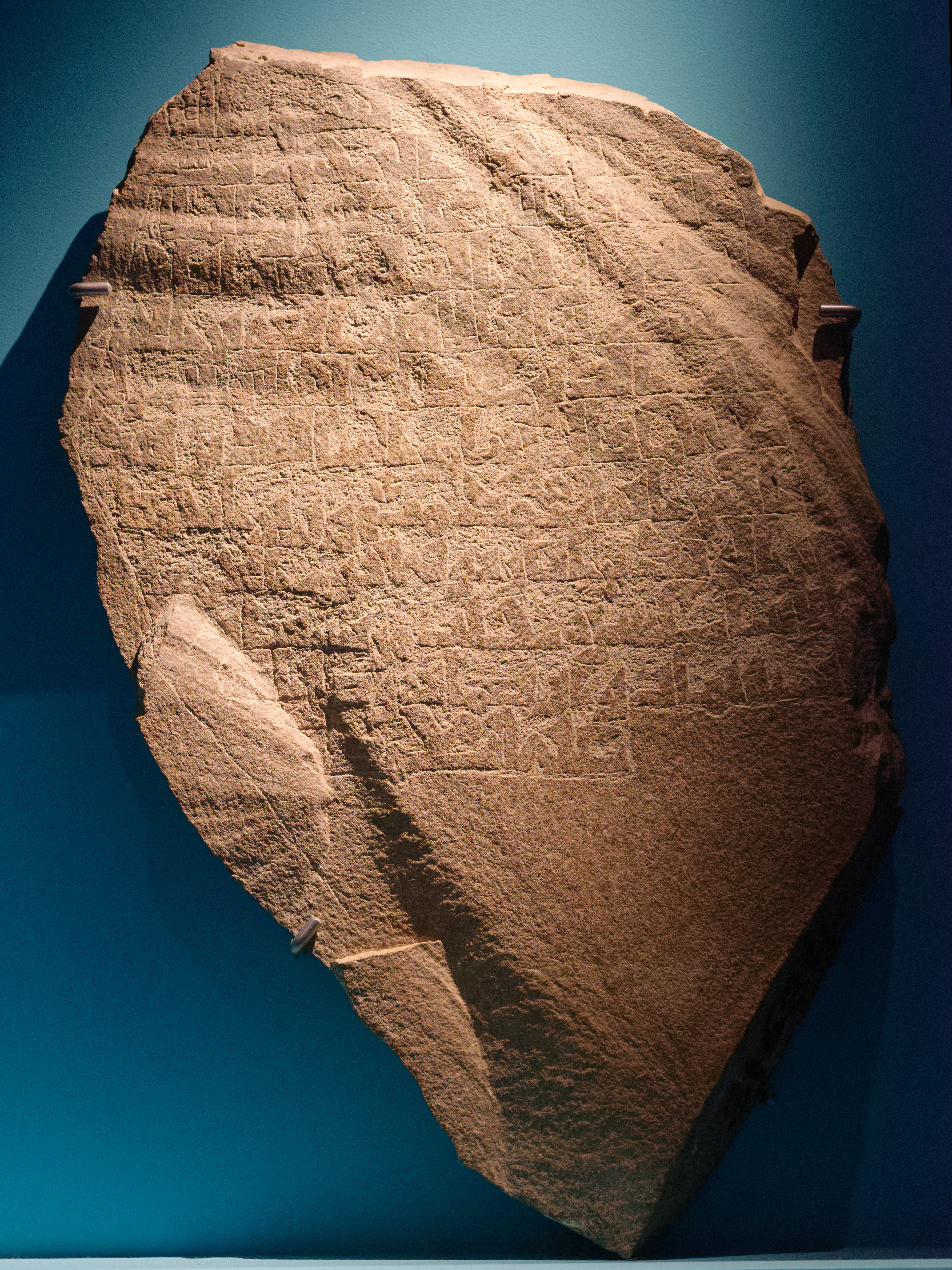
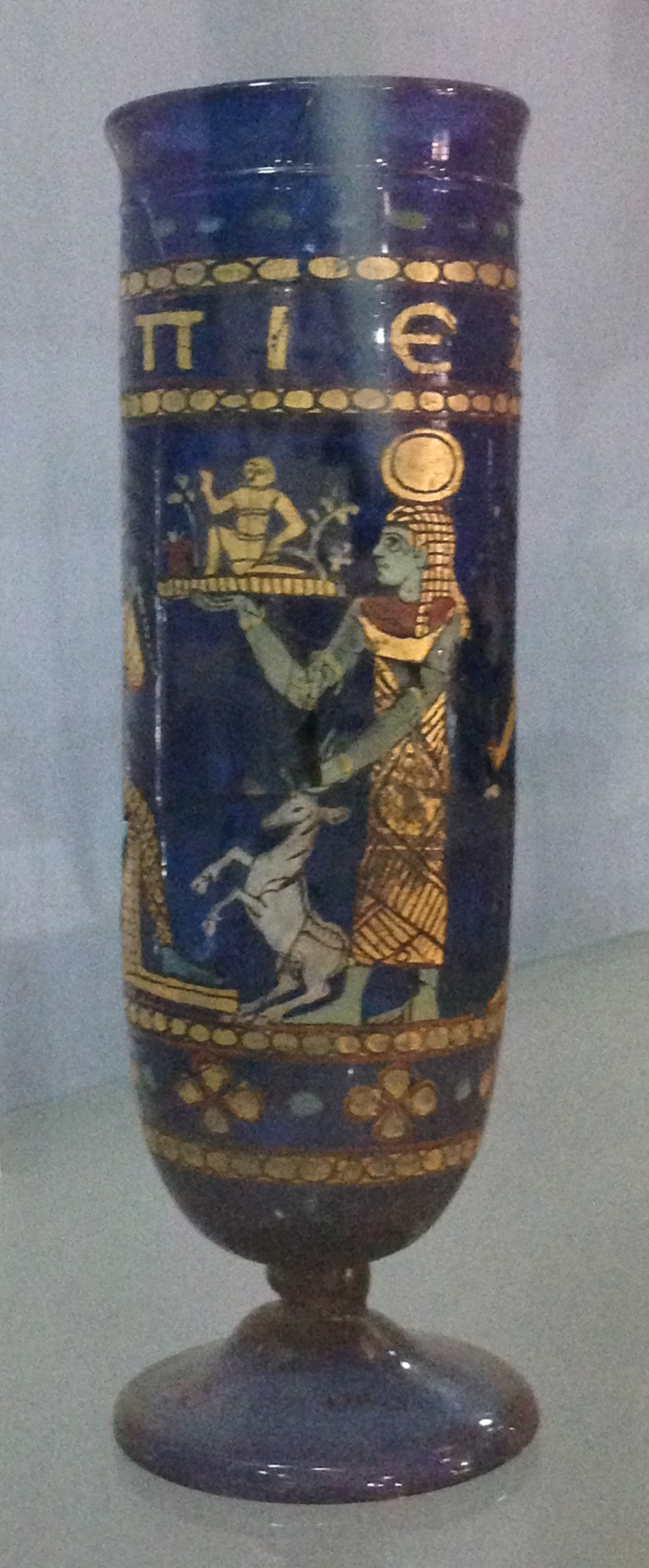
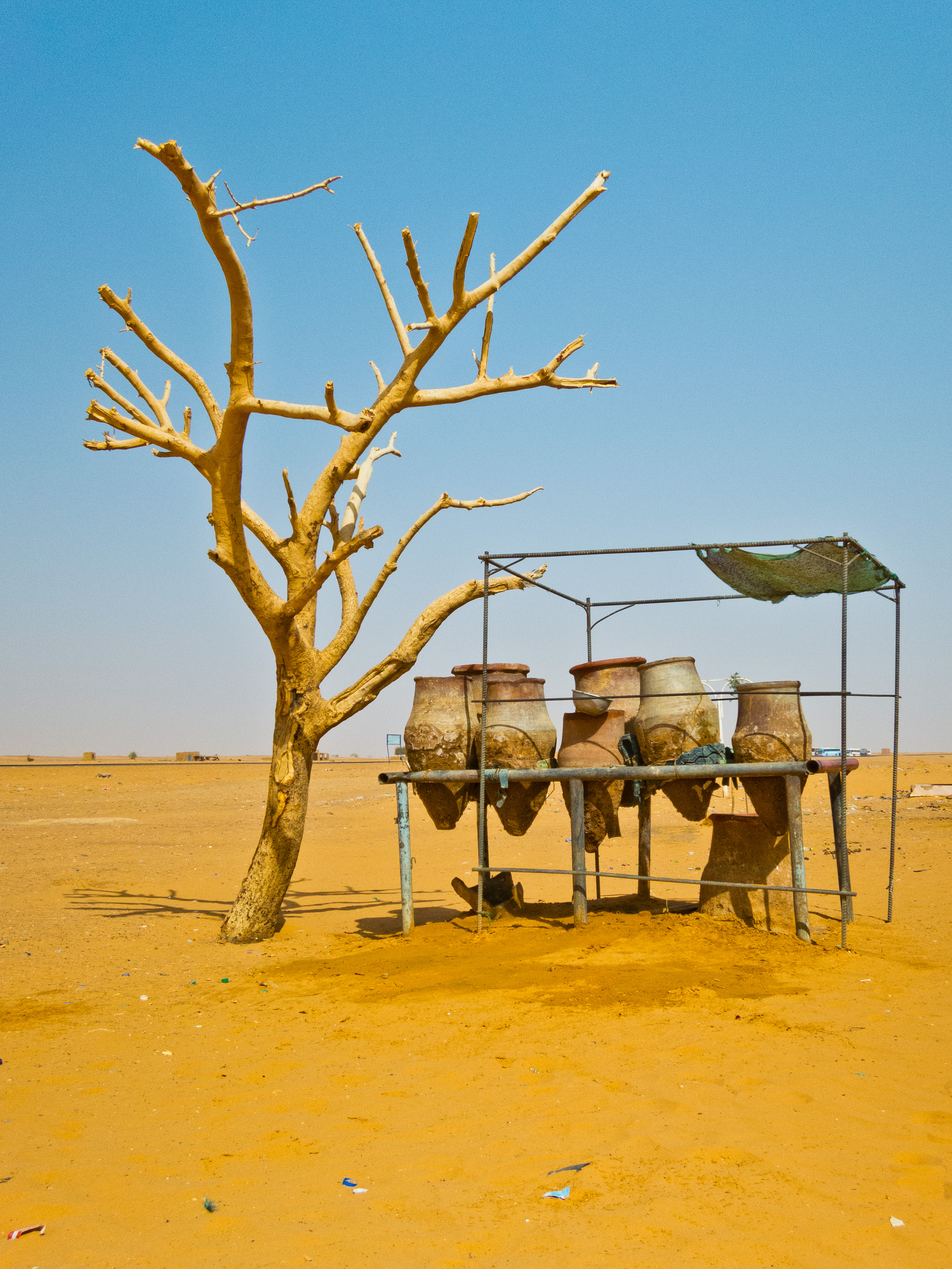
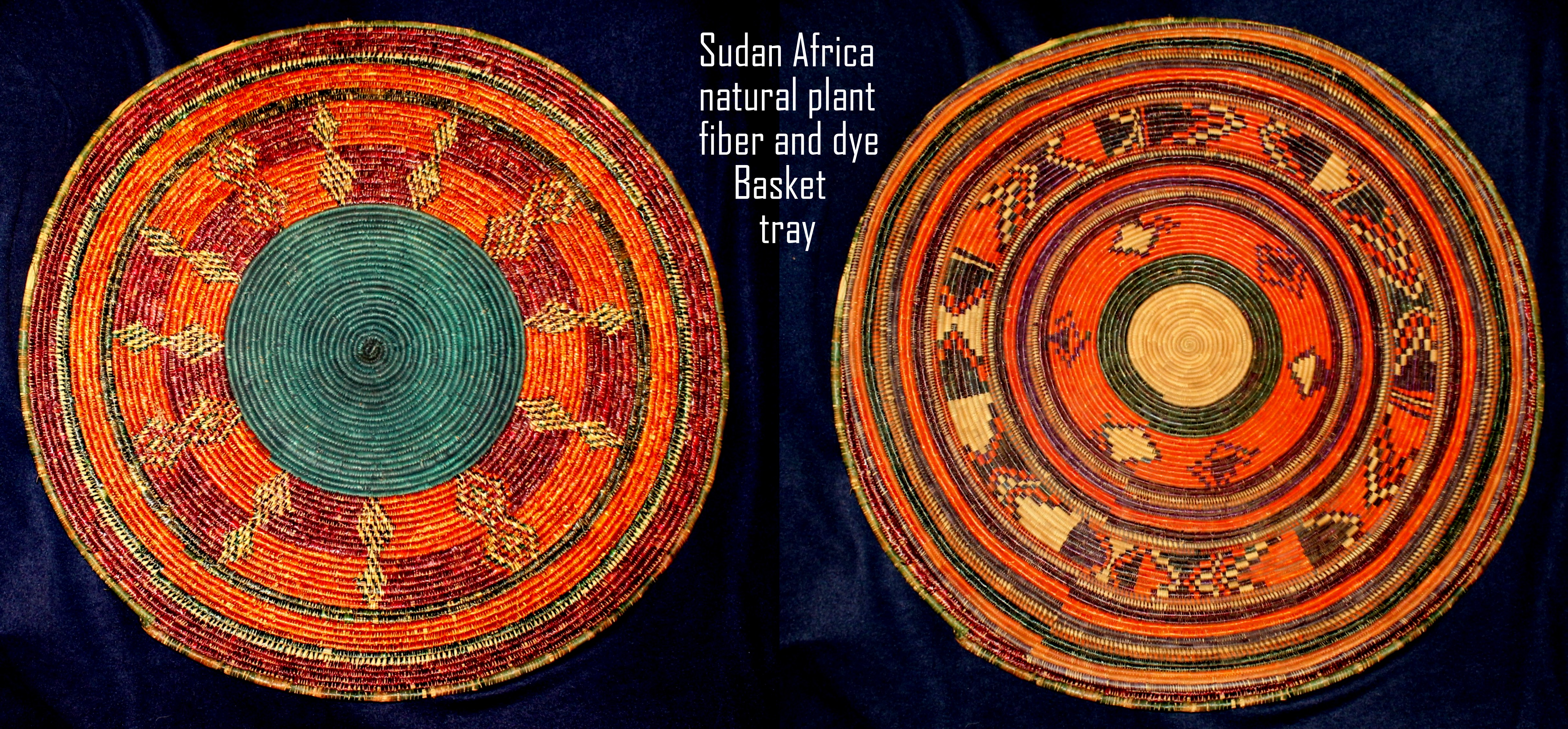
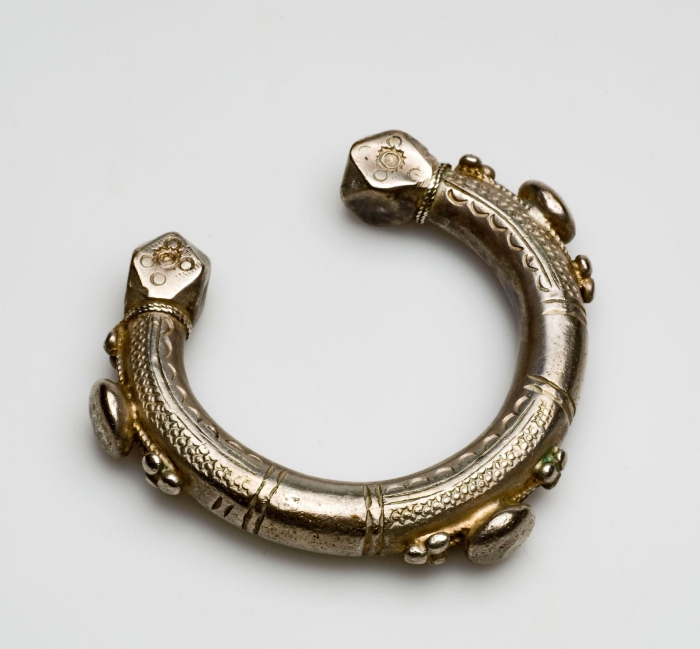
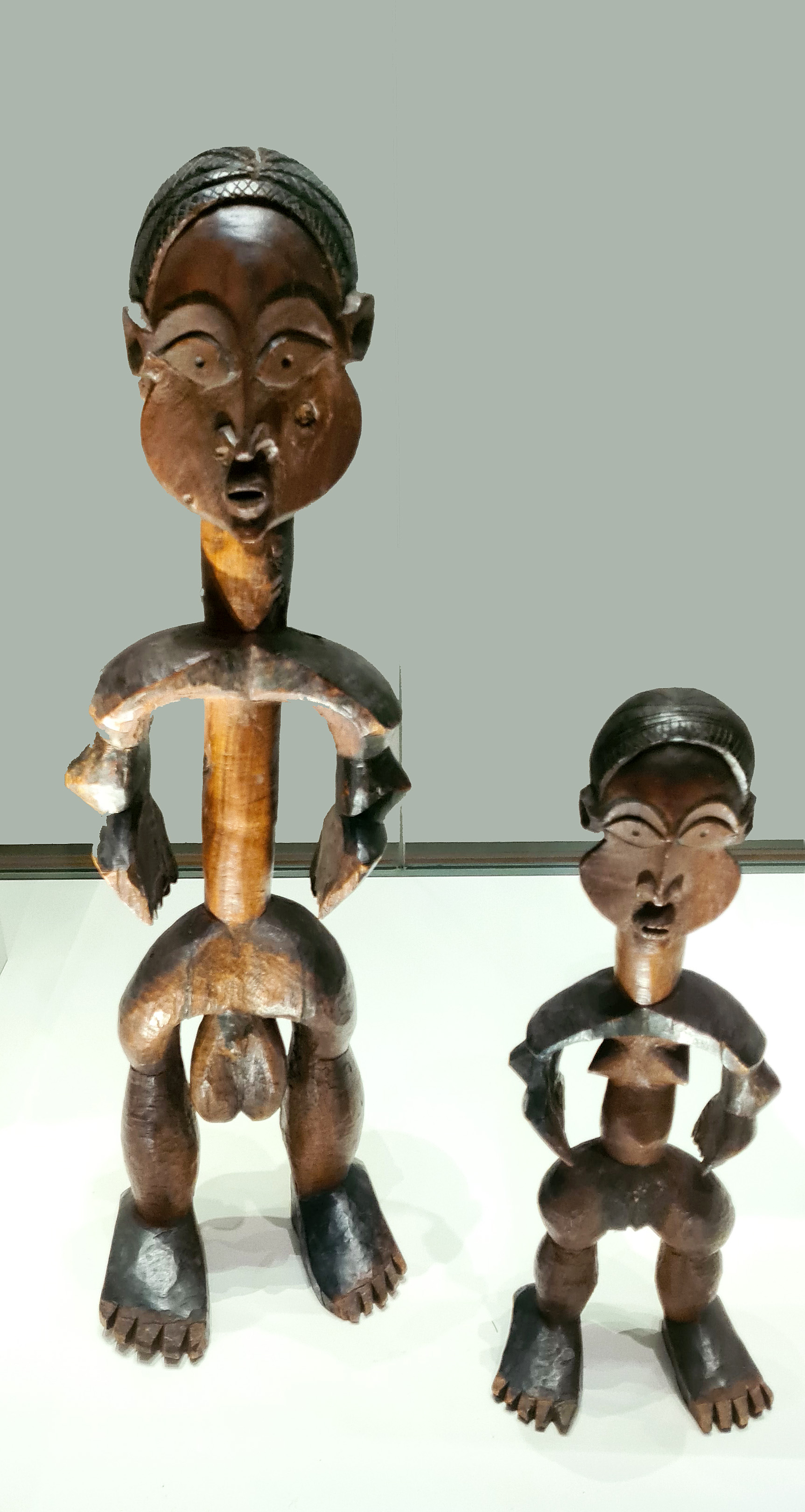
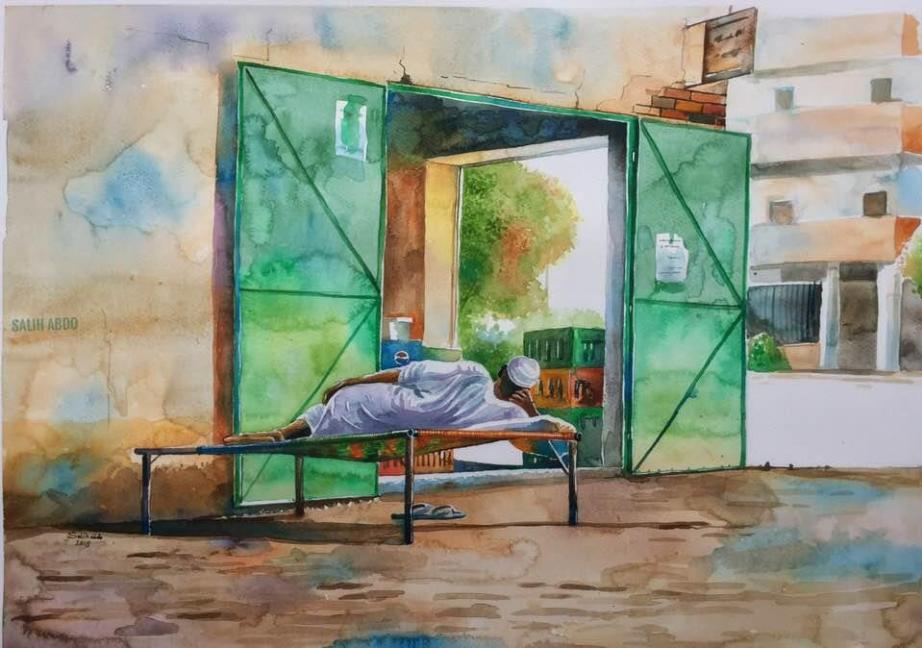
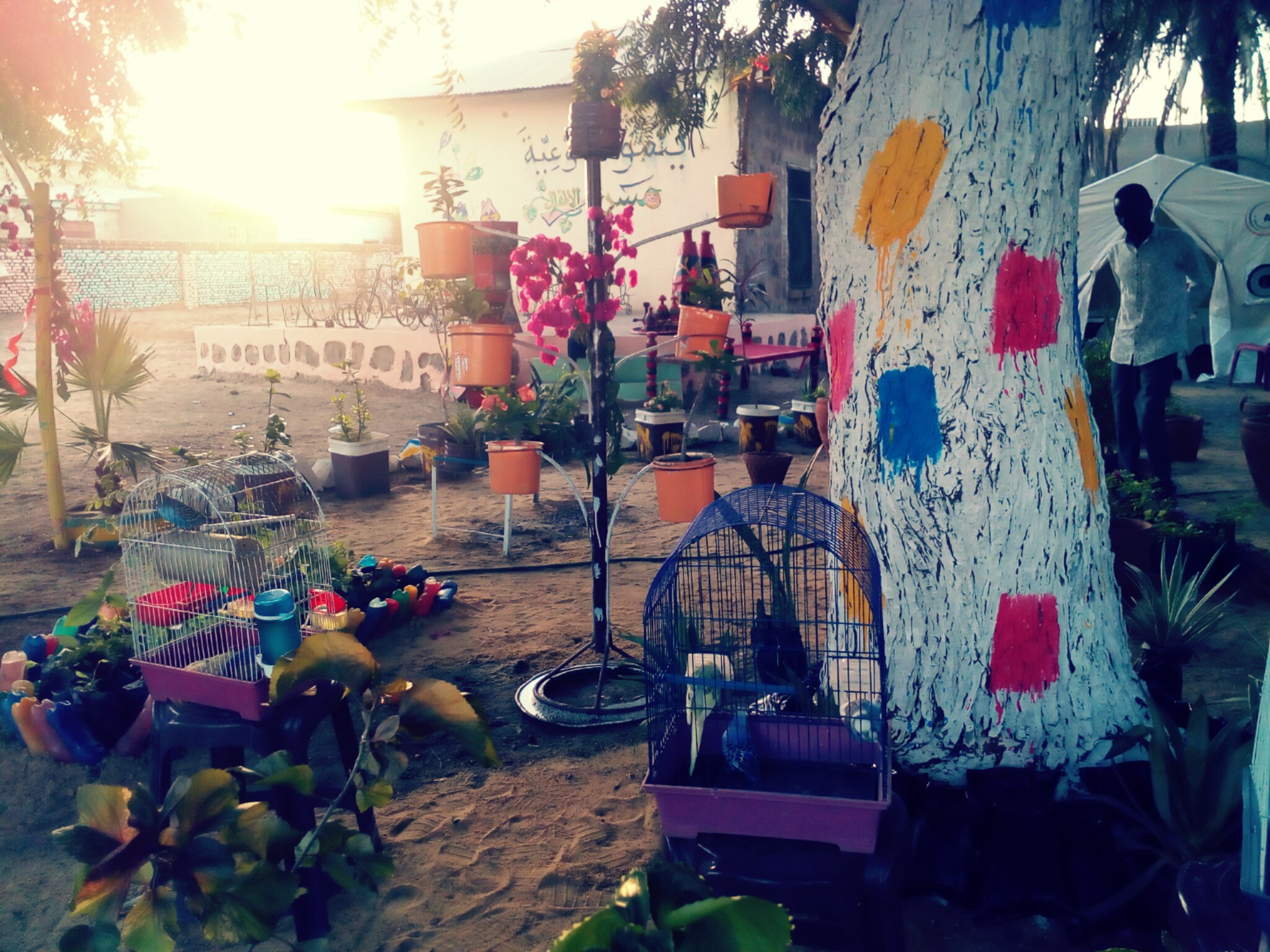
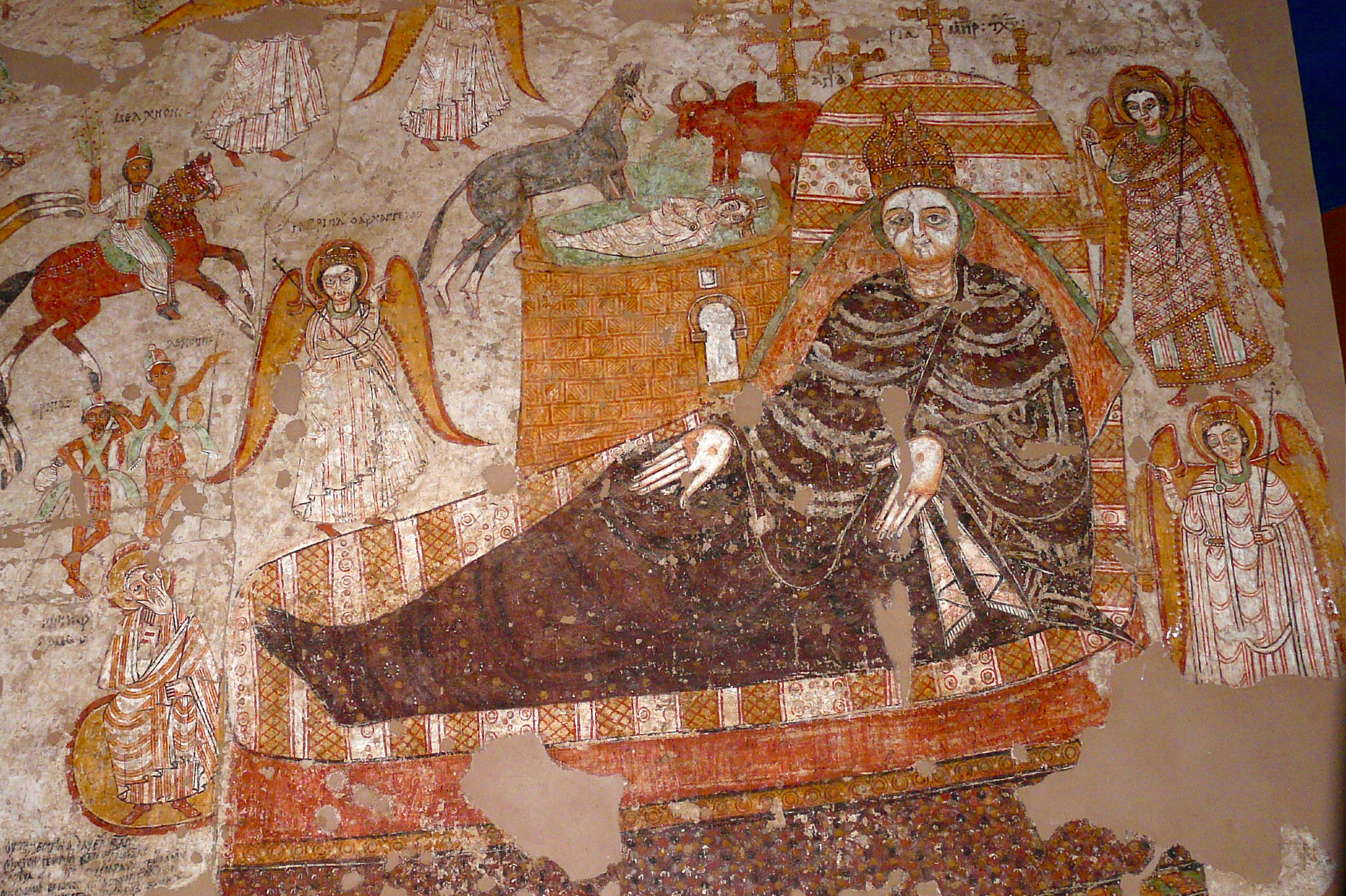
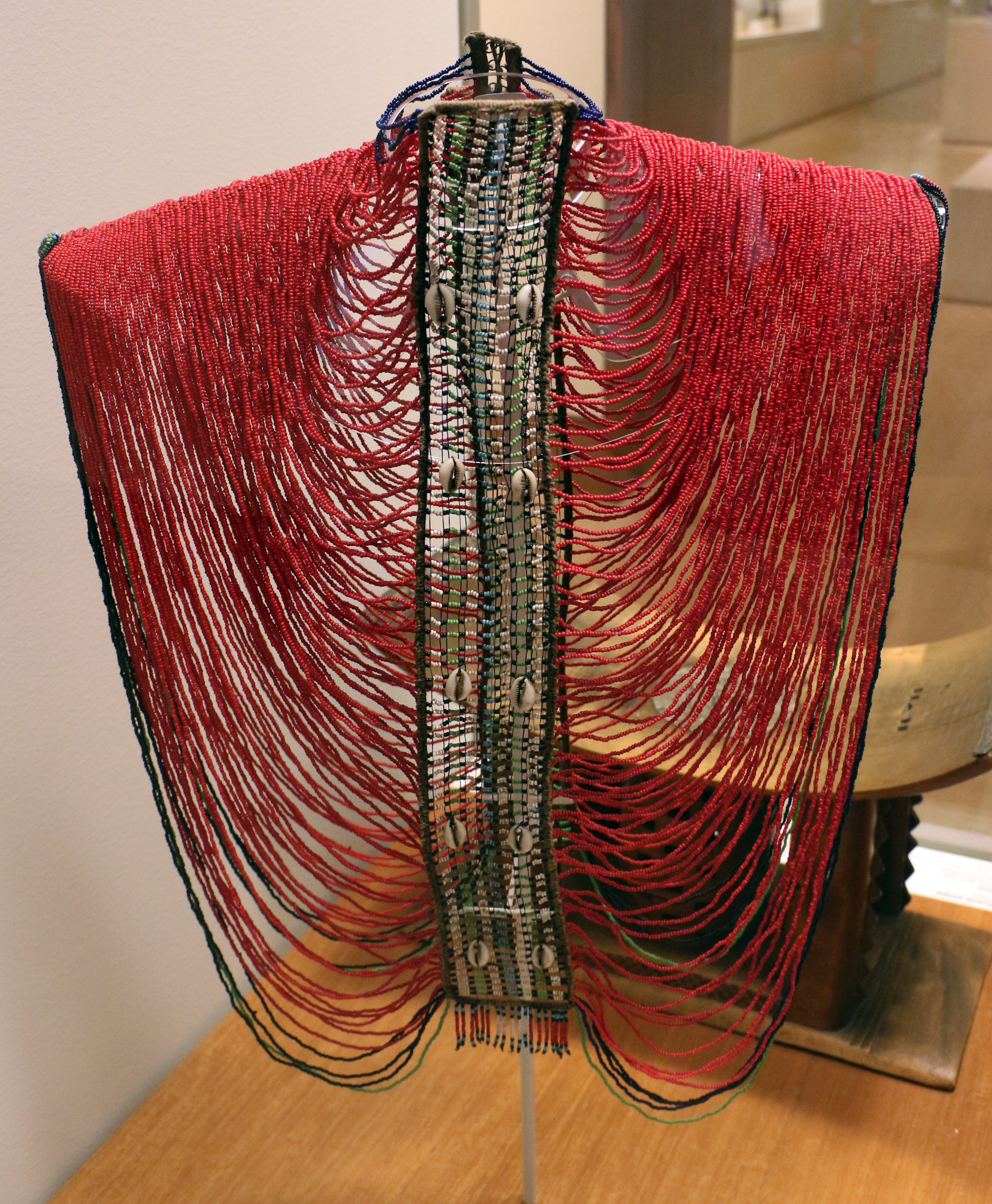
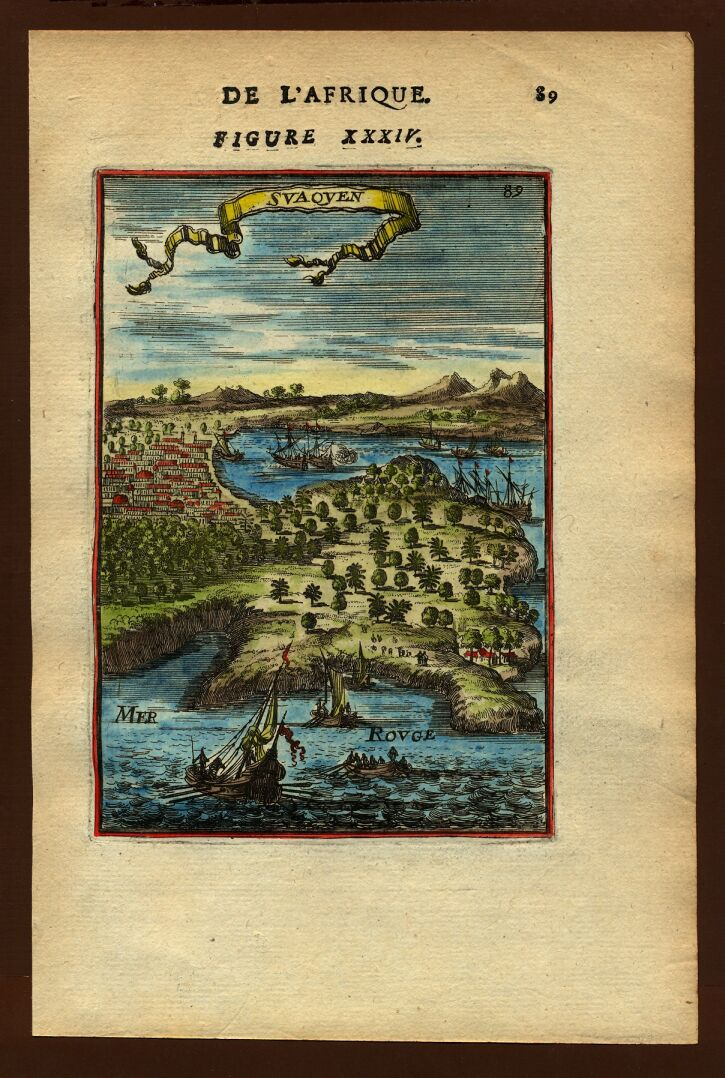
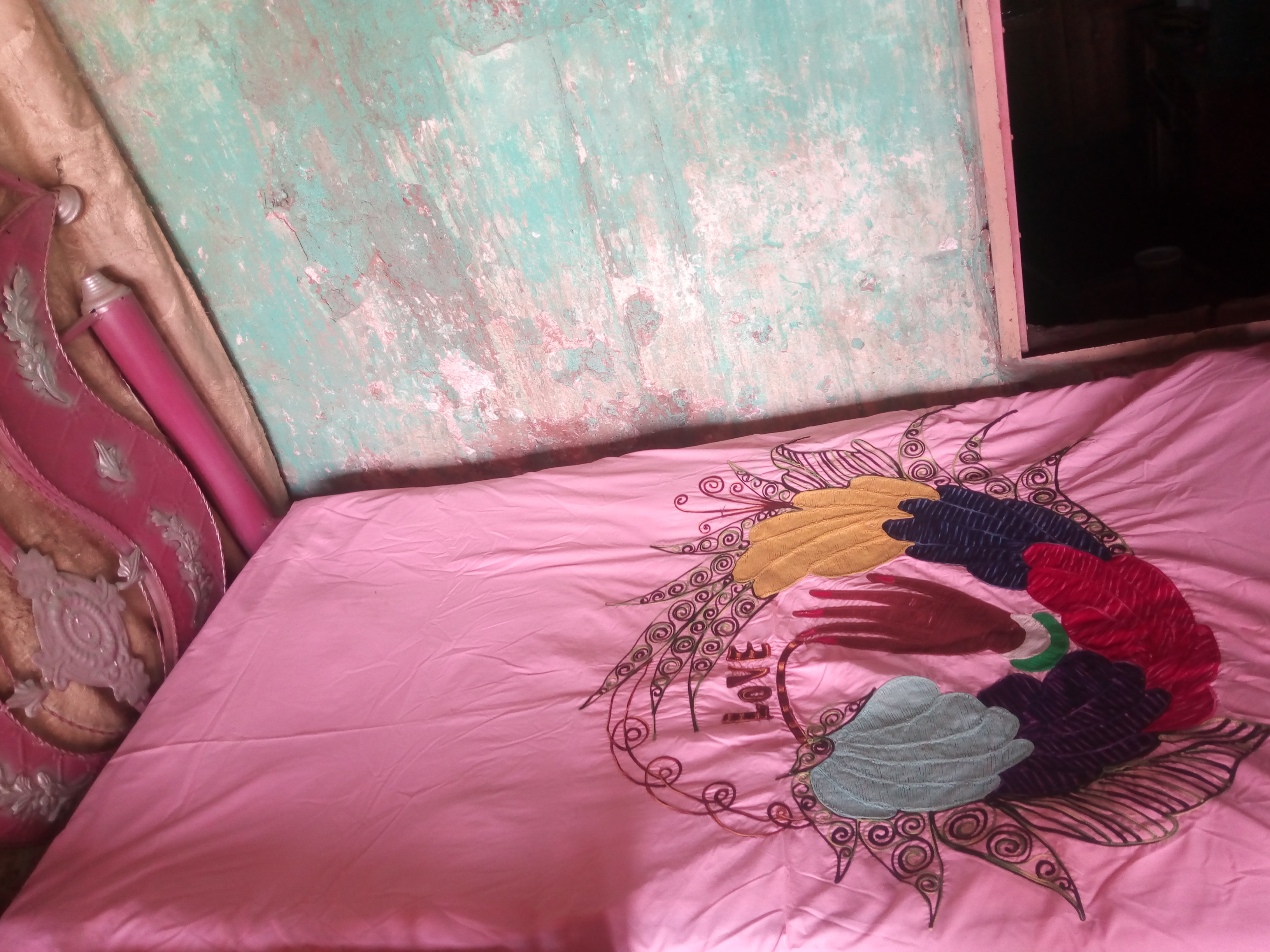
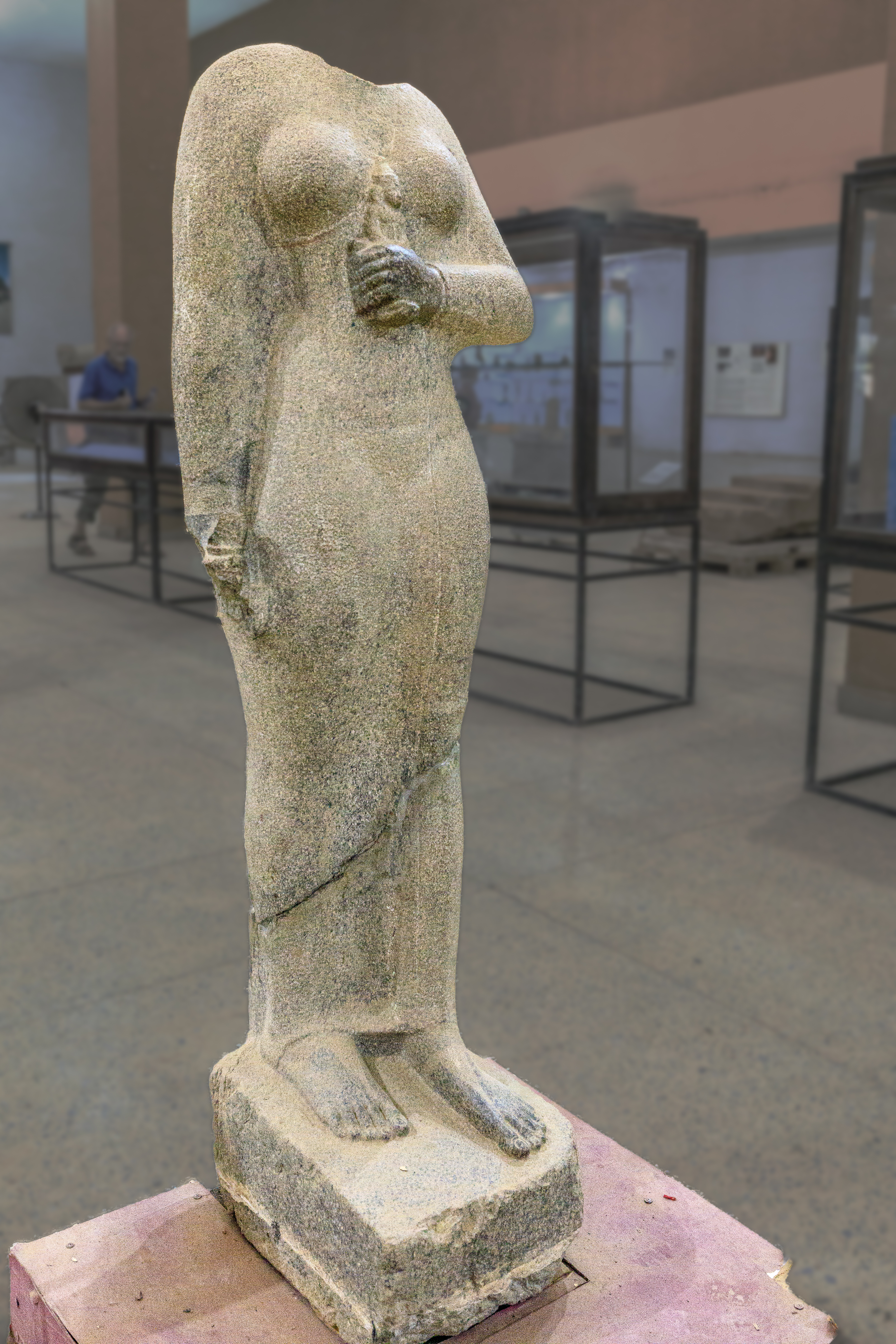
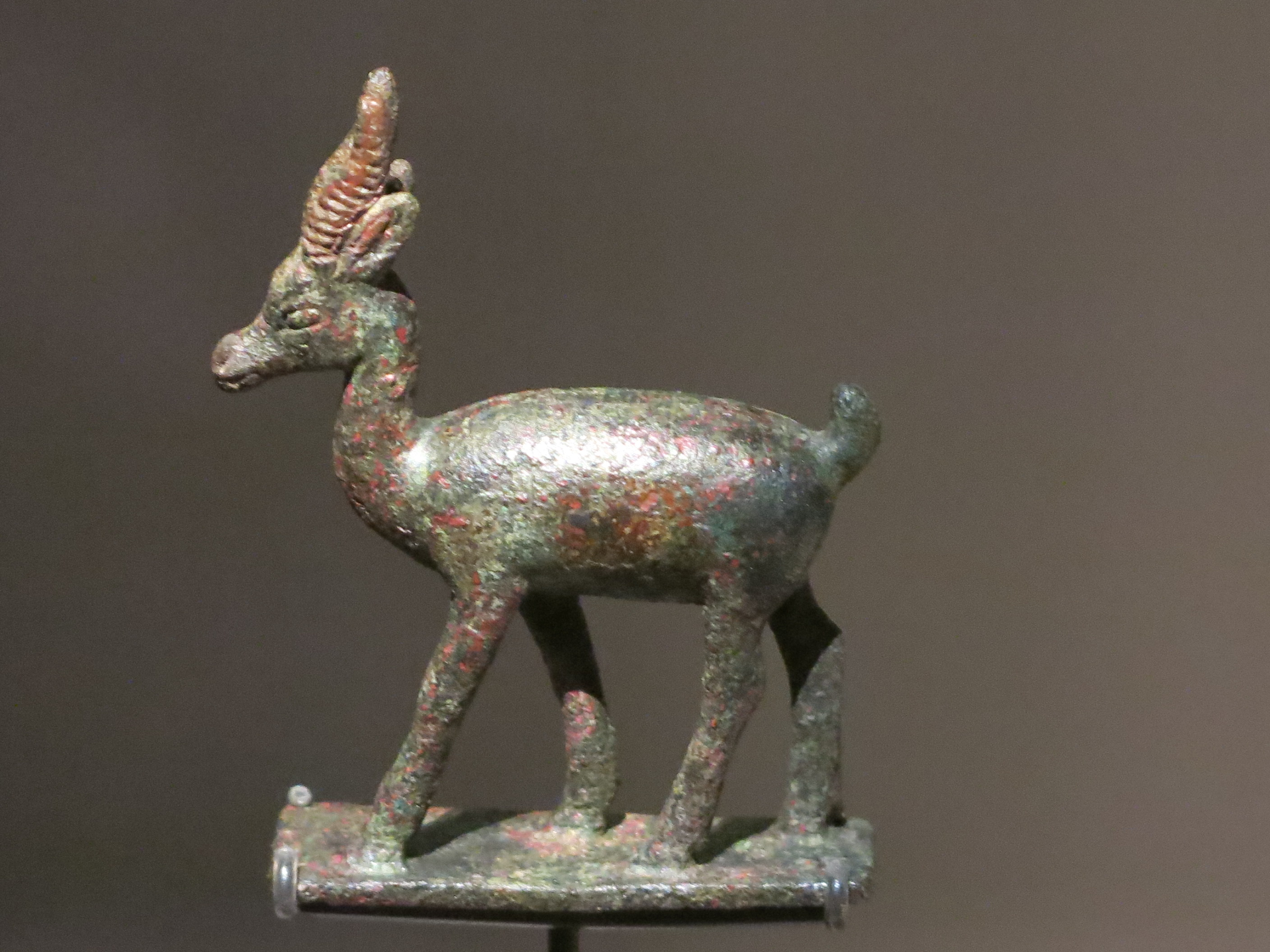
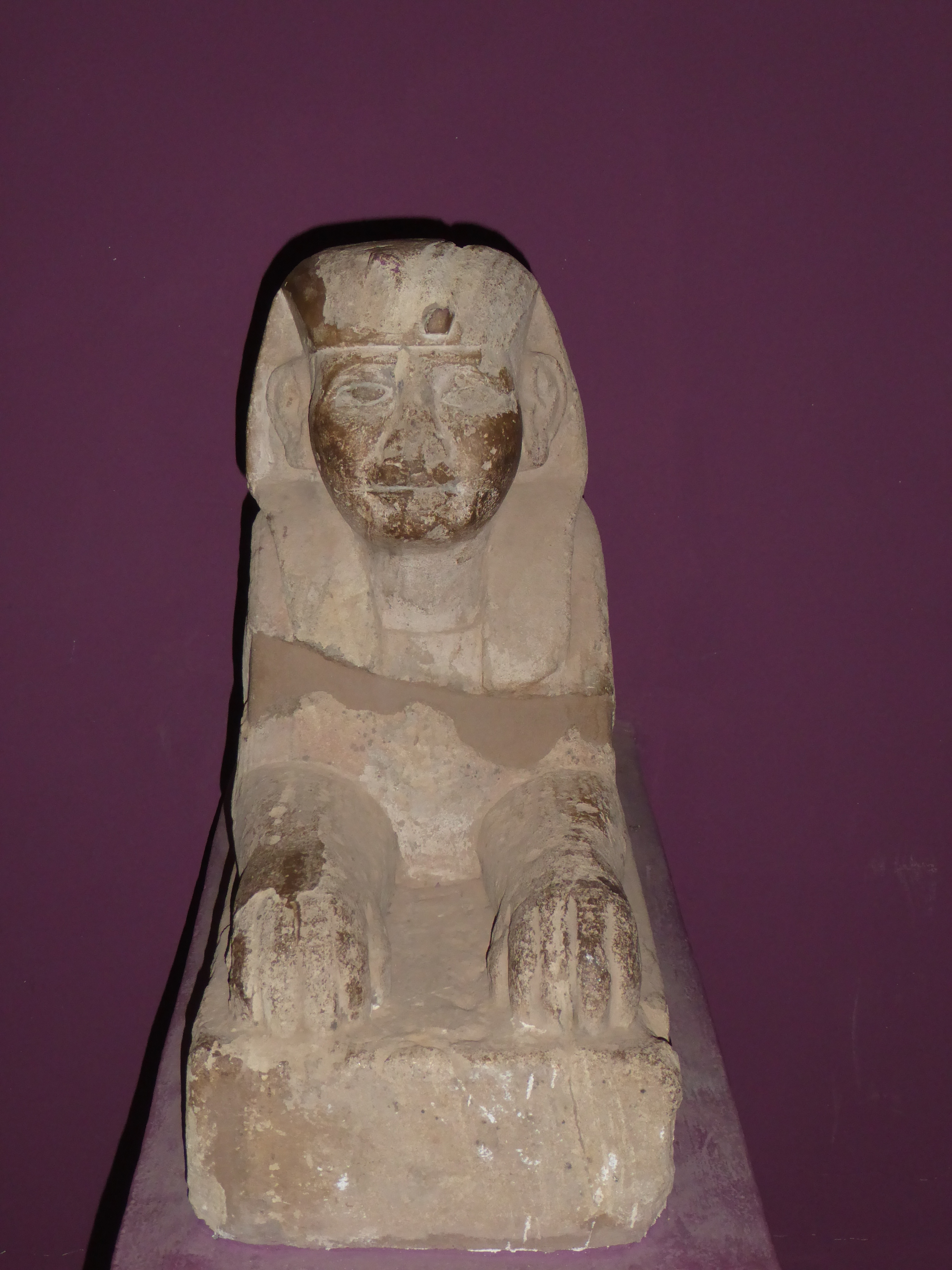

## الملاحظات
1. ↑  مثال آخر على الفن الروماني هو ما يسمى برأس مروي، أو رأس أغسطس من مروي، وهو رأس برونزي أكبر من الحجم الطبيعي يصور الإمبراطور الروماني الأول، أغسطس، والذي تم العثور عليه في الموقع النوبي القديم في مروي في عام 1910. ثم نقل إلى المتحف البريطاني.
2. ↑  بدأ الأكاديمي السوداني أحمد سيكاينغا، الذي يدرّس في جامعة ولاية أوهايو في الولايات المتحدة، مقاله "تاريخ موجز للموسيقى الشعبية السودانية" بهذه الكلمات: "في الأدبيات المتعلقة بنهوض السودان الحديث، هناك هيمنة على التحليل السياسي وغياب نسبي لتاريخ الاجتماعي والثقافي. مواضيع مثل الثقافة الشعبية، الموسيقى، الرقص والملابس لم تحظَ باهتمام يُذكر من المؤرخين. هذه الموضوعات تُركت بشكل كبير للأنثروبولوجيين وغيرهم ممن تركزت أبحاثهم في المناطق الريفية. ومع ذلك، فإن مثل هذه الأنشطة هي جوهر لظهور ثقافة شعبية مشتركة في المراكز الحضرية في البلاد. هذه الثقافة تنبثق من حياة المجموعات المهمشة، من العمال اليدويين، الفلاحين، العبيد والنساء، ومن اندماج تنوع كبير من التأثيرات المحلية والخارجية."[52]